# 朝日放送テレビ
朝日放送テレビ株式会社（あさひほうそうテレビ、英: Asahi Television Broadcasting Corporation）は、朝日放送グループホールディングスの連結子会社で、近畿広域圏（関西2府4県）を放送対象地域とするテレビジョン放送事業を運営している特定地上基幹放送事業者。大阪府大阪市福島区に本社を置く在阪テレビジョン放送局。
通称はABCテレビ（エービーシーテレビ）。テレビ朝日系列（ANN）の準キー局で、コールサインはJOAY-DTV（大阪 15ch）、リモコンキーIDは「6」。
2018年4月1日、朝日放送は放送免許を含めたテレビ放送事業を、朝日放送テレビ分割準備会社株式会社に分割・承継し、放送持株会社（朝日放送グループホールディングス株式会社）へ移行した。本項では、2018年3月31日までの朝日放送によるテレビ放送事業と、2018年4月1日以降の現行会社について述べる。

## 概要

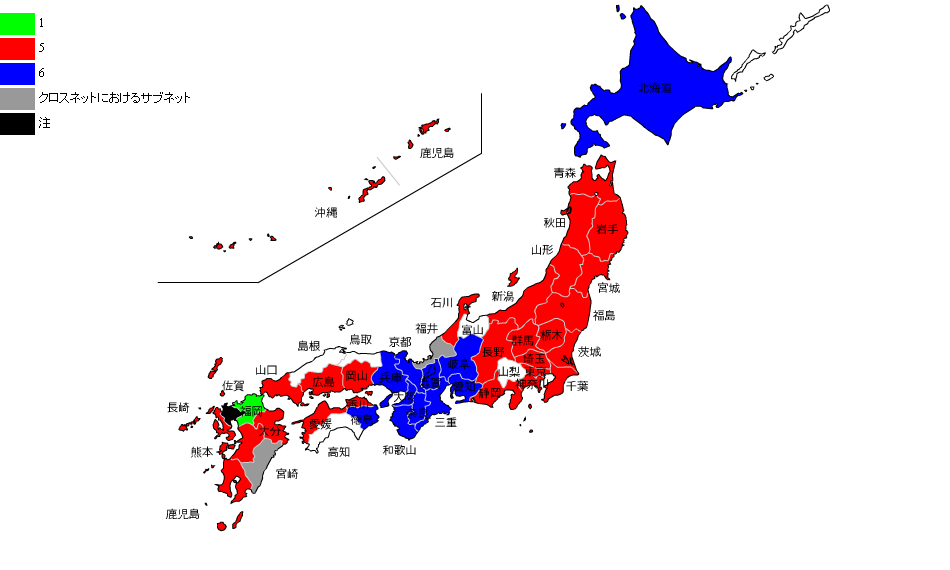
ANN系列のリモコンキーID地図

テレビ朝日をキー局とするオールニッポン・ニュースネットワーク（ANN）の準キー局。日本の民間放送局（ラジオ局も含む）としては中部日本放送（CBC）、毎日放送（MBS）に次いで日本で3番目に開局した。なお、朝日新聞社主導で開局した放送局としては最も歴史が古く、キー局であるテレビ朝日よりも開局が約7年早い。
全国ネットレギュラー番組『新婚さんいらっしゃい!』、『朝だ!生です旅サラダ』、『ポツンと一軒家』のほか、全国ネット特別番組の『M-1グランプリ』、『芸能人格付けチェック』、関西ローカル番組の『相席食堂』、『探偵!ナイトスクープ』など、数多くの人気番組を制作していることで知られている。
また、ABCテレビが大阪テレビ放送を吸収合併してから腸捻転を解消するまでの15年9か月の間は、TBSテレビ（旧・ラジオ東京→東京放送）をキー局とし、ジャパン・ニュース・ネットワーク（JNN）に属していた。
ANNのパリ・上海・台北の各支局記者は朝日放送テレビから派遣されている。
チャンネル番号はアナログ放送では同社を引き継ぎ6chであり、近畿2府4県約200箇所所在するUHF中継局から受信する場合でも6にプリセットされていた。親局6chを使う民放はTBSテレビ、本局、IBC岩手放送、北陸放送の4局で、本局以外は3局ともにJNN系列で、本局も上述の通りかつてはJNN系列だった。また、デジタル放送におけるリモコンキーIDもその流れを引き継ぎ「6」である。ANN系列では同局の他にメ〜テレや北海道テレビ放送（HTB）も同じ「6」を使用している。ANN系列でアナログ親局と同じリモコンキーIDを使うのは「6」の本局と「1」の九州朝日放送（KBC）だけである。
文字多重放送を実施する場合、キー局のテレビ朝日と違い原則句点（。）は使用していない。

### 各種呼称や表記に関して
新聞のラ・テ欄やEPGにおいては、『ABCテレビ』と表記されることが多い。
一方で本局公式サイトにおいては社名の「ABC朝日放送」→「朝日放送テレビ」が多く使われているが、公式サイトフッターの著作権表記は「Asahi Television Broadcasting Corporation」ではなく「ABC TV」で統一されている。
また各種クレジットで用いるロゴは、旧朝日放送時代は歴代「ABC」ロゴが使われてきたが、朝日放送テレビとしての運営が開始されてから「ABC」ロゴのみのクレジットが廃止され、4代目「ABC」ロゴの右下部、すなわち“C”から伸びる斜めラインの下に小さく「TV」または「テレビ」が入った「ABC TV」と「ABCテレビ」のロゴへとマイナーチェンジされている。基本的には以下の通り使い分けられているが、若干の例外は存在する。
- 「ABC TV」 - 大半のテレビ朝日系全国ネット番組、『ナイトinナイト』枠の番組の一部（『相席食堂』など）や『探偵!ナイトスクープ』、プロ野球中継（関西ローカルを含む）、全国高校野球選手権大会中継。系列のCSチャンネル「スカイA」での製作協力クレジットと、系列外で自社制作するBS10『パネルクイズ アタック25 Next』の制作著作クレジットでも使用。
- 「ABCテレビ」 - 大半のローカル番組、上記例外を除く番組販売でのネット番組、朝日放送テレビ発の『民教協番組』[注釈 8]、『CHEF-1グランプリ』などごく一部のテレビ朝日系全国ネット番組。

さらにTwitter公式アカウント名も「ABCテレビ」であるが、そのユーザー名「@asahi_tv」をそのまま読むと「朝日テレビ」になる。一方で『キャスト』（関西ローカル）・『ポツンと一軒家』（全国ネット）のTwitter公式アカウントのユーザー名には「abctv」が用いられている（「@cast_abctv」と「@potsun_abctv」）。そのため、本局においては呼称や表記の振れ幅が大きい状態にある（専ら「ABCラジオ」の通称を使う兄弟会社の朝日放送ラジオよりも振れ幅が大きい）。

### 取材エリア
朝日放送は徳島県及び高知県も報道の取材エリアとして担当しており、それぞれ朝日放送テレビ徳島支局、朝日放送テレビ高知支局を設置している。また、テレビ朝日富山支局は、1991年の設立からしばらく朝日放送富山報道分室も兼ねていたため、衛星中継車はテレビ朝日名義、取材車は朝日放送名義で配置されていた。
特に徳島ではA-SATの中継車も配備されている。高知で中継車が必要な台風中継などでは、徳島から応援に行っている。また、本局からアナウンサーなどの中継要員を派遣することがある。
ただし、高知で緊急性のある事件・事故が発生した場合は、香川県の瀬戸内海放送や愛媛県の愛媛朝日テレビが先発隊として取材を行なうこともあり（2007年発生した全日空機胴体着陸のニュースでは瀬戸内海放送と共同で取材）、早明浦ダムで渇水が発生した場合などはその役割の関係上、朝日放送テレビではなく瀬戸内海放送が取材することが多い。また高知白バイ衝突死事故の取材活動やドキュメンタリー番組の制作も、瀬戸内海放送が中心となって行われた。
福井県では福井放送（NNNとのクロスネット局）がANNに加盟しているが、大事件があった場合はテレビ朝日・北陸朝日放送・名古屋テレビ放送（メ～テレ）などとともに取材することがある。また、関西電力の高浜発電所が福井県大飯郡高浜町にある為、関連のニュースを放送することがある。
ケーブルテレビ局での再配信に関しては、三重県の報道取材に関しては全域で名古屋テレビ放送が行っているが、伊賀地方・熊野地方ではケーブルテレビで朝日放送テレビの区域外再放送を行っているほか、福井県では主に嶺南地方の一部局（嶺北と富山県の大半は北陸朝日放送）で再放送されている。高知県においてはABCテレビのケーブルテレビでの再放送は地形的な問題上行っておらず、地域によって瀬戸内海放送か愛媛朝日テレビのどちらかを再放送している（ただし、梼原あんしん光ネットはどちらも配信していない）。
なお、報道局の公式Twitterの紹介文には「主に近畿・徳島エリアでの取材活動を行っています。」と書かれている。

### 地上波デジタル放送の告知・案内に関する対応について
朝日放送（当時）でのアナログ放送の終了の告知案内は、平日は深夜に放送されるテレショップとテレショップの合間に、休日はオープニングの前に放送されていた。当初は緑バックの静止画（ナレーションあり）だったが、2009年9月より地デジカのイラストのものが流れていた。

## 企業情報

### 沿革

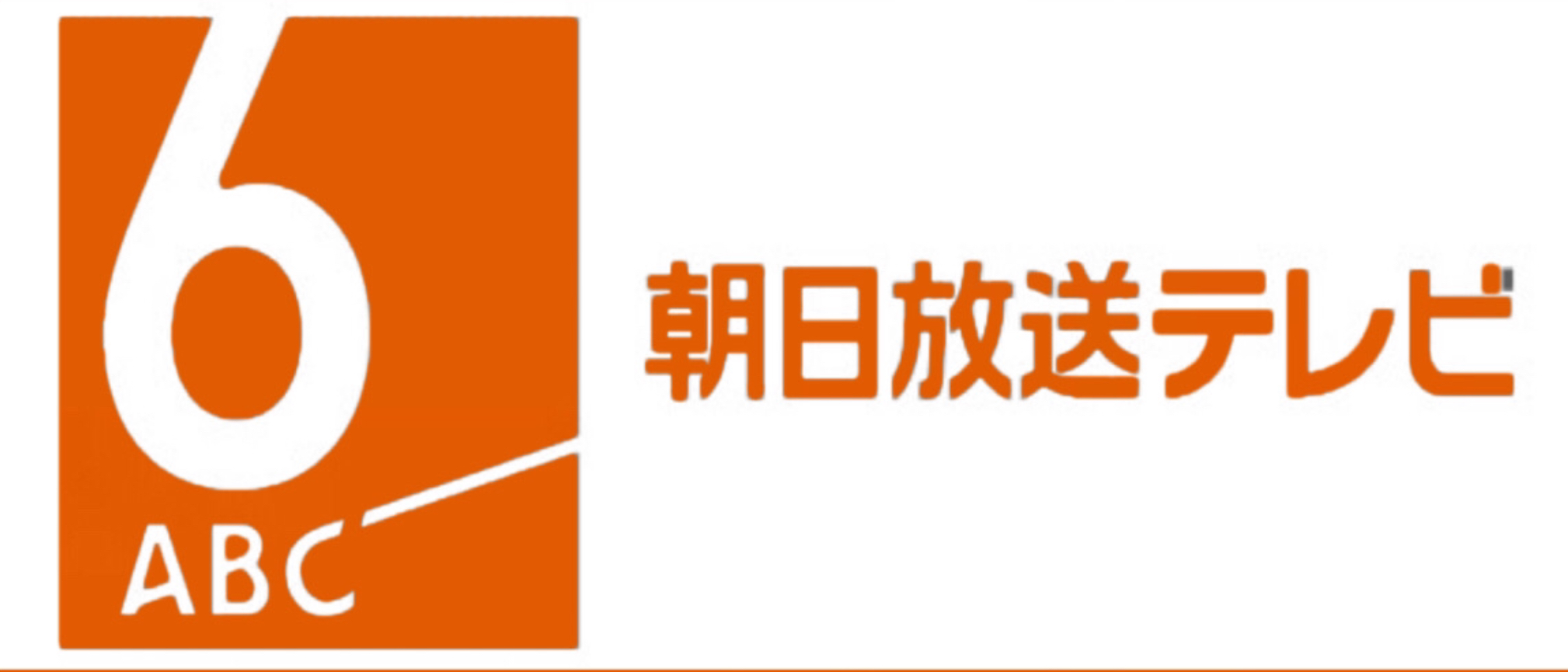
朝日放送テレビのロゴ。

#### 1950年代
- 1951年（昭和26年）3月15日 - 朝日放送株式会社設立[6][7]。
- 1952年（昭和27年）8月30日 - 朝日放送・新日本放送・毎日新聞社・朝日新聞社が共同で「大阪テレビジョン放送」の名でテレビ免許を申請[8]。
- 1953年（昭和28年）
  - 3月7日 - 大阪テレビ設立準備委員会を設置[9]。
  - 8月8日 - 社名を「大阪テレビ放送株式会社」と定め、略称を「OTV」と正式決定[9]。
- 1955年（昭和30年）5月25日 - 大阪テレビ放送株式会社設立[6][10]。
- 1956年（昭和31年）
  - 7月28日 - 大阪市北区堂島浜に大阪テレビ放送本社社屋竣工[11]。
  - 10月18日 - 試験電波発射開始[11]。
  - 10月30日 - アナログ・テレビ放送の本免許を取得[11]。
  - 11月1日 - 正午からサービス放送を開始[11]。
  - 12月1日 - 開局、午前9時半からアナログ・テレビの本放送を開始（JOBX-TV、6ch。中部日本放送〈現・CBCテレビ〉も同日に開局）[6][11]。
  - 12月31日 - テレビ大晦日特番『ゆく年くる年』を、日本テレビ（NTV）・ラジオ東京テレビ（KRT、現・TBSテレビ）・中部日本放送との4元放送で行う[注釈 9][11]。
- 1957年（昭和32年）
  - 1月13日 - 蔵前国技館からの『大相撲初場所』の模様を、天竜三郎の解説でKRTからのネットで相撲の初中継を行う[12]。
  - 3月10日 - 大阪府立体育会館からの大相撲3月場所の中継に於いて、キネレコ装置を活用、分解写真の新機軸を行う[12]。
  - 3月13日 - 初のプロ野球中継、『大阪タイガース 対 毎日オリオンズ』を放送[12]。
  - 3月31日 - 阪神競馬場から、初の競馬中継（『菊花賞』）を行う[12]。
  - 4月22日 - 全国ネットのコメディ番組『びっくり捕物帖』放送開始（1960年5月22日終了）[12]。
  - 5月8日 - 初のプロ野球ナイター中継『大洋 対 巨人』を、川崎球場からKRTからの同時ネットにて放送[12]。
  - 8月6日 - 広島平和記念公園から、『広島平和記念式典（広島市原爆死没者慰霊式並びに平和祈念式）』を実況中継[12]。
  - 8月12日 - この日の『第39回全国高等学校野球選手権大会』の開会式から、同大会の実況中継を開始（2024年8月現在も継続）[12]。
  - 9月28日 - 中継番組『自衛隊の朝』で、日本で初めて自衛隊大型ヘリからの中継を行う[12]。
  - 10月13日 - プロレス世界選手権大会『ルー・テーズ 対 力道山』を、大阪扇町のプール特設リングから中継[12]。
  - 12月1日 - テレビ開局1周年。記念として朝日会館から『ジャズ・アット・ジ・OTV（Jazz At The OTV）』を開催[注釈 10][12]。
  - 12月6日 - 当時の郵政大臣だった田中角栄より、朝日放送と大阪テレビ放送の合併促進を勧告される[12]。
- 1958年（昭和33年）
  - 2月25日 - 東大寺二月堂を舞台にしたテレビドラマ『良弁杉』を中継放送[13]。
  - 4月6日 - 大村崑主演の全国ネットのコメディドラマ番組『やりくりアパート』放送開始（1960年2月28日終了）[13]。
  - 4月28日 - 米アンペックス社から、日本で初めて放送用の2インチVTR（型番：VR-1000）を2台導入する[注釈 11][14]。
  - 5月5日 - KRTとの共同制作で、全国ネットのお昼のニュースワイドショー番組『ポーラ婦人ニュース』放送開始（後に地方の新規テレビ局開局やJNN結成により、全国ネット番組に拡大、1968年9月28日終了）[15]。
  - 6月1日
    - 日本で初めてVTRを使った番組『ちんどん屋の天使』（テレビドラマ）を放送する[13]。
    - 第1回地方駐在カメラマン会議を開く[13]。

  - 7月7日 - テレビでは日本初の富士山頂からの生中継に成功[注釈 12][13]。
  - 7月25日 - 天神祭を、天満宮と堂島河畔からテレビ2元中継[13]。
  - 8月1日
    - ラジオ東京（KRT。現：TBSテレビ）、北海道放送（HBC）、CBC、ラジオ九州（現：RKB毎日放送）の5局で、ニュースネットワーク協定に調印。
    - 合併を控え、大阪テレビ放送から毎日放送へ50人が移籍する[13]。

  - 8月28日 - 読売テレビ放送の開局に伴い、大阪テレビ放送はラジオ東京との単独ネットとなる。
  - 9月1日
    - 朝日放送（合併前・当時）から大阪テレビ放送へ40人出向する[13]。
    - 松竹芸能と、中座・角座・文楽座の中継放送の契約を締結。これに伴い、同月（9月）27日から、『道頓堀アワー』の放送開始（その後番組名を変え、最後は『とんぼり寄席』という番組名で、1985年9月17日終了）[16]。

  - 9月6日 - 刑事ドラマシリーズ『部長刑事』放送開始[13]。2002年3月30日の終了まで、43年半も続く長寿番組となる。
  - 10月31日 - 合併を前にして、朝日放送（ラジオ）創立7周年記念イベント「第1回ABCまつり」の模様を、大阪テレビ放送でも中継する[13]。
  - 11月2日 - 新装落成した新歌舞伎座から、東西合同歌舞伎『天地開闢』の公演を初中継する[13]。
  - 11月30日 - 朝日放送創立7周年、大阪テレビ放送開局2周年の合同記念事業として、芸能人総出演の「黄金の饗宴」を、フェスティバルホールにて開催する[13]。
  - 12月18日 - 朝日放送と大阪テレビ放送の両者取締役会にて、双方の対等合併を承認する[13]。
  - 12月23日 - 朝日放送と大阪テレビ放送が合併契約に調印[13]。
- 1959年（昭和34年）
  - 2月26日 - 朝日放送と大阪テレビ放送が各々臨時株主総会を開き、同年6月1日の合併を決定する[17]。
  - 2月27日 - 大阪テレビ放送と朝日放送の合併にともない、合併作業完了までの呼称を「朝日放送大阪テレビ」、略称を「ABC-OTV」とする[17]。
  - 3月1日 - この日から、コールサインJOBX-TVを廃止し[注釈 13]、JONR-TVの放送を開始することでコールサイン変更。
  - 3月8日 - この日の大相撲春場所の中継で、初のスローVTRを使用。又、900mmのズームレンズを初使用する[17]。
  - 4月10日 - 皇太子御成婚慶祝番組（ご成婚祝賀パレード生中継を含む）をこの日、在京のKRT、日本教育テレビ（NET、現：テレビ朝日）や地方の各局と協力して、テレビ・ラジオで実況中継する[17]。
  - 4月14日 - 大阪テレビ放送から毎日放送へ104人が転出・移籍する[17]。
  - 6月1日 - 朝日放送と大阪テレビ放送が合併手続き完了[6][17]。大阪市北区堂島1丁目42番地の旧大阪テレビ放送の本社社屋は、合併後ABC堂島社屋（テレビ社屋）となり、1966年に大淀社屋へ移転するまで引き続きテレビ部門の拠点として運用された[注釈 14]。
    - 合併したことに伴い、テレビのネットワークもそのまま引き継がれ、KRT系列の準キー局となった。ラジオ東京は朝日新聞の資本が入ってはいたが、どちらかといえば毎日新聞と関係が深く、また朝日新聞は同年2月1日に開局したNETの全ニュース番組の制作を担当した事で、次第にNETとの関係を強化していった。しかしこのNETは大阪地区では毎日放送とネットワークを結んだため、この状態は新聞資本側からみて「腸捻転」と呼ばれていた（「腸捻転」に関しては、ネットチェンジ#近畿広域圏におけるいわゆる大阪準キー局「腸捻転」の解消の項を参照のこと）[注釈 15]。

  - 7月20日 - テレビの早朝放送を開始（開始時間 月～土：朝7時、日：朝7時半）[17]。
  - 8月1日 - KRTをキー局とした日本初のニュースネットワーク、「ジャパン・ニュース・ネットワーク（JNN）」がこの日結成。当初から同組織に加盟、JNN協定に加入（共に1975年3月30日まで）[17]。
  - 8月5日 - テレビ番組『開けゆく黒部峡谷』にて、立山山頂の黒部ダム工事現場から4段中継（現地から途中3カ所の経由拠点を経て中継すること）を行う[17]。
  - 8月8日 - この日から開催された『第41回全国高等学校野球選手権大会』の放送にて、初の2000mm望遠レンズを使用する[17]。
  - 10月9日 - テレビ報道番組『国境を越えて』で、東南アジア、アフリカ、ヨーロッパ8ヵ国を海外取材する[17]。

#### 1960年代
- 1960年（昭和35年）
  - 1月5日 - JNN全国リレー中継『明け行く日本列島』を放送[18]。
  - 2月14日 - 日本で初めて小型ビデコン・カメラを使用し、阪神パークにて番組『ミニ・カメラ動物園を行く』を録画する[注釈 16][18]。
  - 2月18日 - カラーテレビ局開設を申請する[18]。
  - 4月9日 - カラー実験ショーを開催する。発信側は米ゼネラル・エレクトリック（GE）社製のカラーカメラと米アンペックス社のカラーVTRを、受信側は新朝日ビルを含め8ヵ所にカラーテレビ受信機を並べて中継放送する[注釈 17][18][19]。
  - 6月10日 - 米アンペックス社製の放送用2インチカラーVTR（型番：VR-1000B）が入荷する[18]。
  - 9月2日 - カラーテレビ放送の本免許を取得する[注釈 18][19]。
  - 9月10日 - カラーテレビの本放送を開始[注釈 18][注釈 19][6][18][19]。
- 1961年（昭和36年）
  - 4月2日 - 全国ネットのコメディ・バラエティ番組『スチャラカ社員』放送開始（1967年4月30日終了）[21]。
  - 8月11日 - この日から開催された『第43回全国高等学校野球選手権大会』の放送で、番組の前後のみCMを入れる放送を行う[21][22]。
  - 12月1日 - 朝日放送労働組合が実施したストライキの影響で、23時30分からテレビ・ラジオとも停波。労使交渉妥結後の12月3日20時まで、2日近くにわたって停波が続けられた[18]。
  - 年内 - 当時カメラマンとして勤務していた小林一郎が、1964年東京オリンピックの開催に向けて朝日新聞社が結成した「オリンピア→東京聖火リレー踏査隊」の一員として、ユーラシア大陸を横断しながらギリシャ・トルコ・シリア・イラク・イラン・アフガニスタン・パキスタン・インド・ネパール・ビルマ・タイ・マラヤ連邦の12カ国（国名はいずれも当時の呼称）を踏査。渡航期間は6月4日から12月28日までの約7ヶ月間で、日本の放送局からは唯一の参加者だった。
- 1962年（昭和37年）
  - 3月14日 - JNN基幹局3局（TBS・ABC・CBC）制作によるテレビ・ドキュメンタリ番組『カメラ・ルポルタージュ』放送開始（1969年3月25日終了）[23]。
  - 5月6日 - 藤田まこと主演による全国ネットの公開コメディ番組『てなもんや三度笠』放送開始（1968年3月31日終了）[24]。
  - 5月25日 - この日のテレビ番組『ポーラ夫人ニュース』に、大阪に訪れていたソ連宇宙飛行士第1号のユーリイ・ガガーリン夫妻が出演する[24]。
  - 10月3日 - テレビ報道番組『世界の鉄道』放送開始（期間放送番組。1964年10月18日終了）[25]。
  - 11月3日 - 自衛隊創立12周年記念観艦式のテレビ実況中継を、大阪湾から4元中継にて行う[24]。
- 1963年（昭和38年）7月15日 - 名神高速道路開通のテレビ特番を、8元中継にて行う[26]。
- 1964年（昭和39年）
  - 1月4日 - 『東西財界テレビ名刺交換会』を放送[27]。
  - 10月10日 - 東京オリンピック開催のこの日から、TBSからのネット回線受けによるカラー放送を開始（CBCも同日）[注釈 20][29]。
- 1965年（昭和40年）
  - 1月25日 - 大相撲のテレビ中継を、前日千秋楽を迎えて終了した初場所を最後に中止することを決定[30]。
  - 6月1日 - テレビのステーションブレイク自動切換装置の使用を開始。自動番組制御装置（APM）のはしりとなる[30]。
  - 7月15日 - 車載用トランジスタ式VTR完成[30]。
  - 8月1日 - 大阪港天保山桟橋付近で、「やそしま丸沈没事故」（遊覧船「やそしま丸」が舵がきかず暴走したタグボートに衝突されて転覆・沈没した事故）が発生。テレビ・ラジオ共に速報を流し、事故現場から中継する[30]。
  - 8月30日 - 八海事件の差し戻し審判決の模様を、広島高等裁判所よりテレビ中継[30]。
- 1966年（昭和41年）
  - 3月10日 - カラー番組の増加及びそれに伴うカラー放送設備整備等の為、「カラーテレビ委員会」を設置[31][32]。
  - 6月1日 - 大阪市大淀区（現在の北区）大淀南2-2-48の旧関西大倉高校跡地[注釈 21]に新社屋が落成し、中之島から本社・ラジオ部門が、堂島からテレビ部門がそれぞれ移転、テレビ・ラジオ共に同日から新社屋からの放送を開始した（ABCセンターも参照）[32]。また、新社屋敷地内にはABCホール（2代目）がオープンし、中之島のABCホール（初代）はSABホールに改称。
  - 11月13日 - 「全日空松山沖墜落事故」発生。大阪国際空港発・松山空港行の全日空機が、松山空港沖の伊予灘に墜落したことから、ラジオ・テレビ共に現場から速報を流す[32]。
- 1967年（昭和42年）
  - 4月1日 - 「南海電鉄男里川橋梁列車脱線転落事故」が発生、ラジオ・テレビで生中継[33]。
  - 5月7日 - テレビ・スタジオドキュメント番組『「日本この百年」明治・大正・昭和』放送開始（1968年1月28日終了）[34]。
  - 12月17日 - 自社初のスタジオ・カラー・カメラ（及びカラーVTR）を使った、カラー番組第1号『「てなもんや三度笠」第294話「熱田の絵師」』（ABCホールにて収録）が、全国ネットで放送[注釈 22][35][36][33]。
- 1968年（昭和43年）
  - 1月19日 - アメリカ海軍の原子力空母エンタープライズの米軍佐世保基地への寄港（入港）に対して発生した革新政党・団体・住民を中心とした反対運動を、ラジオ・テレビ共に現地取材を行う[37]。
  - 2月1日 - 生駒テレビ送信所の無人化を実施する[37]。
  - 2月15日 - 生駒テレビ送信所が落雷事故で約2時間半停波する[37]。
  - 5月26日 - カラー中継車が稼働開始。TBS系全国ネットのナイター中継『阪神 対 巨人』(於:阪神甲子園球場)にて初使用する[37][38][39]。
  - 8月9日 - この日から開催される『第50回全国高等学校野球選手権大会』の開会式の放送から、同大会のカラー放送を開始する[40][41]。
  - 9月20日 - カラーフィルム現像室が運用開始[37]。10日後のTBSのニュース報道のカラー化に備える[42]。
  - 9月30日 - 『JNNニュースコープ』を始めとする、TBSの全国ネットのニュース番組がこの日カラー化[43]。これに伴い、ニュース報道のカラーフィルムによる取材及び夕方のローカルニュースのカラー放送を開始する[42]。
- 1969年（昭和44年）
  - 8月23日 - JNNパリ支局が新設、自社から初の海外特派員を派遣する[44]。
  - 秋 - 自社取材のニュースフィルム取材及びニュース専用Dスタジオが全面カラー化。自社の全時間帯でのニュースのカラー化が完了[42]。

#### 1970年代
- 1970年（昭和45年）
  - 1月1日 - 万国博新春テレビ特番『これが万国博だ～世界はつどう～』を放送
  - 1月17日 - テレビ公開番組『ただいま恋愛中』放送開始（後にネットチェンジを経て、1977年10月30日終了）[45]。
  - 2月11日 - 万国博協賛テレビ報道特番『これが万国博だ・2001年のあなた』を放送[46]。
  - 3月14日 - 日本万国博覧会開会式生中継番組『幕開く日本万国博』（日本民間放送連盟加盟全テレビ局初の同時放送番組）の放送制作に参加する[47][48]
  - 3月15日～9月13日 1970年大阪万博が開催。期間中、様々な関連番組を放送。特別番組としては、『「世界の警察官」万国博オープニングパレード』（3月15日放送）、協賛企画『ミス・ユニバース、世界の美女がやってきた』のコンテスト開催に於いての中継特番（6月20日放送）が、レギュラー番組としては、フィルム構成による『きょうの万国博』、30分番組の『これが万国博だ』が共に毎週日曜日に、全ソ映画輸出入公団の取材協力による『ソビエトアワー』が毎週月曜日に放送された[45]。
  - 4月8日 - 大阪・天六で地下鉄工事ガス爆発事故が発生。テレビ・ラジオ共に速報を流し、現場から中継[46]。
  - 9月13日 - 日本万国博覧会閉会式生中継番組『さよなら日本万国博』（日本民間放送連盟加盟全テレビ局同時放送番組）の放送制作に参加する[49]。
  - 10月3日 - 西日本地区ネットの土曜お昼のテレビワイドショー『ワイドサタデー』放送開始（後にネットチェンジを経て、1983年3月26日終了）[50]。
  - 10月5日 - TBS系列、全国ネットのゴールデンアワーの番組が全面カラー化[51]（後に替わってネットを組むNETも、同月1日に同時間帯が全面カラー化[52]）。
  - 10月17日 - 全国ネットのテレビドラマ『お荷物小荷物』放送開始（1971年2月13日終了）[50]。
- 1971年（昭和46年）
  - 1月31日 - 全国ネットのテレビ公開番組『新婚さんいらっしゃい!』放送開始[53]。後にネットチェンジを経て、開始から50年以上も経過した2024年8月現在も、同社の長寿看板番組として放送中。
  - 4月5日 - TBS系列の朝ワイド番組『モーニングジャンボ』放送開始で、当時自社のアナウンサー玉井孝と解説委員濱田精造がTBSに出向、キャスターで登場する（放送終了の1972年3月31日まで）[53]。
  - 7月28日 - JNN=ABCロンドン支局が開設。TBSとABCの2人特派員制で運用[53]。
  - 9月4日 - 創立20周年の全国ネットのテレビ歴史ドラマ『天皇の世紀』放送開始（同年11月27日終了）[54]。
  - 10月14日 - JNN=ABCパリ支局を閉鎖[53]。
  - 11月5日 - 自社が後援した「第1回ミキ・ゴールドカップ・日米ゴルフ対抗戦」（現：「ABCチャンピオンシップゴルフトーナメント」）を、PLカントリークラブからテレビ中継放送する[53]。
- 1972年（昭和47年）
  - 1月10日 - テレビ番組『ワイドショー・プラスα』放送開始（後にネットチェンジを経て、1982年12月24日終了）[55]。
  - 1月24日 - グアム島にて横井庄一元日本兵が発見された現地取材にて、同局のテレビ・ラジオ報道がグアム島一番乗りを果たす[56]。
  - 3月15日 - 山陽新幹線・新大阪－岡山間が開通。全国ネットのテレビワイド番組『モーニングジャンボ』内で生中継する[注釈 23][56]。
  - 3月18日 - この日放送の自社制作の全国ネットドラマ『お荷物小荷物・カムイ編』第16話が、アイヌ民族の侮辱とも取れる内容が含まれたという理由で北海道ウタリ協会から抗議を受けた為、北海道放送だけがネット放送を中止する事態が発生する[注釈 24][56]。
  - 4月25日 - テレビ報道特番『横井さん故郷に帰る』を放送[56]。
  - 6月1日 - 光化学スモッグ情報のテレビ速報を開始する[56]。
  - 9月2日 - 全国ネットのテレビ時代劇『必殺シリーズ』の第1弾『必殺仕掛人』放送開始（1973年4月14日終了）[58]。
  - 11月3日 - 自社が主催する『第2回日米ゴルフ対抗戦』をテレビ中継する[56]。
  - 11月18日 - テレビ報道特番『どこに隠れた小野田さん・ルバング島捜索1ヵ月』を放送[56]。
  - 12月10日 - テレビ報道番組『第33回衆議院議員総選挙開票速報』にて、議席数スーパー速報を始める[56]。
- 1973年（昭和48年）
  - 4月2日 - テレビ公開番組『プロポーズ大作戦』放送開始（ネットチェンジ後の1975年12月2日より全国ネットに昇格し、1985年3月26日終了）[59]。
  - 4月21日 - 必殺シリーズ第2弾『必殺仕置人』放送開始（同年10月13日終了）。この第2弾から、藤田まことが演じる中村主水が登場する[59]。
  - 6月1日 - JNN=ABCパリ支局が再開する[60]。
  - 7月11日 - 小型カラー中継車が完成。京都・祇園祭に初出動する[60]。
  - 10月 - 当時キー局だったTBSと後にキー局となるNETが共にこの月、全放送時間が100%完全カラー化（過去の再放送や故意の演出の場合等を除く）[61]。
  - 10月7日 - 全国ネットのテレビドキュメント番組『天皇の世紀』放送開始（1994年3月31日終了）[59]。
- 1974年（昭和49年）
  - 1月14日 - 「第1次オイルショック」に伴い、内閣が前年（1973年）11月16日に「石油緊急対策要綱」を閣議決定したのを受け、それに沿った在阪民放テレビ4社の申し合わせで、24時以降のテレビ深夜放送を打ち切る処置を開始（同年5月19日まで）[62][63]。
  - 3月10日 - テレビ報道特番『小野田さん30年ぶりの帰還』を放送。更に翌月（4月）3日には、同特番『小野田さん帰郷』を放送[62]。
  - 4月25日 - 当時の朝日新聞社代表取締役社長の広岡知男が、テレビ系列をTBSからNETへ変更することを正式に要請する[62][64]。
  - 7月8日 - テレビ演芸番組『米朝ファミリー「和朗亭」』放送開始（その後ネットチェンジを経て、1976年3月27日終了）[65]。
  - 11月18日 - この日、ABCの原清とTBSの諏訪博の両社長（当時）によるトップ会談に於いて、TBS諏訪社長がABC原社長にネットチェンジを直に申し入れ、ABC原社長が受諾。ネットチェンジが正式に決定する[66]。
  - 11月19日 - 翌年（1975年）3月31日から、ネット系列をTBSからNETへ変更する旨を発表、同記者会見を行う[62][67]。同日に、MBSは逆にNETからTBSへネット変更をする旨を発表[68]。NET、TBSも同日に在阪局のネットチェンジを発表する[69][70]。
  - 11月25日 - 前述のネット変更について、全社員への社長説明会を行う[62]。
- 1975年（昭和50年）
  - 3月24日 - テレビネットチェンジに伴うチャンネル予告放送を開始する[71]。
  - 3月30日 - テレビネットチェンジの為、新番組特集を朝日新聞に掲載する[71]。
  - 3月31日 - TBS=JNN系列から、NET=ANN系列にネットチェンジ。TBSとのネットワーク関係をこの日で解消した（JNN脱退）のに変わり、NETとの間でネットワーク関係を新たに構築した（ANN加盟）ことによって、前述の「腸捻転」が解消[6][71]。
    - これに伴い、『ANNニュース』を始め、この日からそれまでMBSで放送されていたNETの番組が、民間放送教育協会関係の番組以外全てABCに移行される。『モーニングショー』、『アフタヌーンショー』、『13時ショー』、『土井勝のテレビ料理教室』の平日のレギュラー番組もこの日から放送開始[72]。
    - 又、この日、自局でネットチェンジ記念番組を放送する[71]。

  - 4月1日 - NET系列にて、自社制作の全国ネットの新番組が、この日から放送を開始（この日は以下の2番組）。
    - 第1弾、アニメ『みつばちマーヤの冒険』放送開始（1976年4月20日放送終了）[72]。
    - 第2弾（同初のテレビドラマ）、『TOKYO DETECTIVE 二人の事件簿』放送開始（同年11月25日放送終了）[72]。

  - 4月5日 - 全国ネットの土曜朝のワイド番組『おはようワイド・土曜の朝に』放送開始。司会には、ネットチェンジ以前までTBSに出向して『モーニングジャンボ奥さま8時半です』で司会をしていた玉井孝アナ（当時）を起用。玉井アナがABCを定年退職する直前の1989年3月25日に放送終了[73]。
  - 4月6日 - 全国ネットのクイズ番組『パネルクイズ アタック25』放送開始[71]。地上波全国ネットとしては46年半もの長寿番組となり、2021年9月26日に放送終了。その後2022年3月27日からBS10（開局当時はBSJapanext）にて自社が共同で制作し、著作権も共同で所有することで番組を再開、2025年のこの日に通算で放送開始から50周年を迎える。
  - 7月11日 - 『日本女子プロゴルフ選手権大会』の独占中継放送を、この年の第8回から開始する（2004年現在も継続）。尚、この年の番組としての放送は、翌日（12日）から2日間に渡り放送[74]。
  - 7月19日 - 『沖縄国際海洋博覧会』の開会式等を、テレビ・ラジオで生中継。テレビはネット変更後初のANN合同取材となる[71]。
  - 8月2日 - 『'75 ミス・ユニバース 世界大会』を、エルサルバドルから初の衛星中継録画で、全国ネット放送[74]。
  - 9月1日 - 主調整室の自動送出システム（APS)（NEC製）が始動[71]。
  - 9月30日 - 天皇皇后ご訪米取材で、ANN特別取材班の応援に自社の記者とカメラマンを派遣する[71]。
  - 10月7日 - 全国ネットの舞台番組『藤山寛美3600秒』放送開始（途中中断を挟んで、1977年9月30日終了）[71]。
- 1976年（昭和51年）
  - 1月10日 - テレビニュースで、年始恒例の「十日戎」（えべっさん）の中継に、初めてENGカメラを使用する[75]。
  - 5月24日 - ANN系列調査「アトラス」発足[75]。
- 1977年（昭和52年）
  - 2月24日 - フランス公共放送「アンテーヌ2（Antenne 2、A2）」（1992年9月7日に、「フランス2」にチャンネル名を変更）と、姉妹局提携に調印[76]。
  - 4月1日 - ANNのキー局、NET（日本教育テレビ）が社名を「全国朝日放送」、一般名称を「テレビ朝日」に変更。
  - 7月2日 - 全国ネットの2時間のテレビドラマ番組『土曜ワイド劇場』放送開始（2017年4月8日終了）[76]。自社は原則月1回の割合で番組を制作・放送。
  - 10月3日 - 平日夕方のローカルニュース番組『たいむ6』放送開始（1987年10月16日終了）[77]。
  - 12月24日 - テレビ番組『部長刑事』1000回記念を放送[76]。
- 1978年（昭和53年）
  - 4月19日 - この日の全国ネットのプロ野球中継『ゴールデンナイター（現在の『スーパーベースボール』） 阪神 対 巨人』（於：甲子園球場）にて、ボール軌跡表示装置（ABC名称：「アクセント・スポット」）を初使用する[78]。
  - 6月30日 - 第1回「ANN特別賞」に、前年（1977年）8月発生の「日興証券高知支店人質事件」のABC本社の取材活動が受賞する[78]。
  - 11月5日 - 藤井寺・仲津媛陵古墳から発掘の「修羅」を復元、現地で古代の運搬作業を再現した模様を、ニュースとテレビ報道特番『修羅』にて放送[78]。
- 1979年（昭和54年）
  - 1月15日 - 祝日特別番組『ホリデーワイド「笑って祝って5時間半」』の第1回放送を行う。以後、イレギュラーで祝日に放送、1999年11月23日放送で98回を数える[79]。
  - 1月26日 - 大阪・三菱銀行北畠支店の人質事件発生で、テレビ・ラジオ共に57時間の特番を放送[80]。
  - 3月20日 - アナログ・テレビの音声多重放送の実用化試験放送免許を取得。
  - 3月21日 - アナログ・テレビの音声多重放送を開始[6][80][注釈 25]。当初は自社ローカル又はビデオ送出のみ対応で、（テレビ朝日からの）同時ネット回線受けの放送に於いては、未対応の為モノラル放送。
  - 4月2日 - 平日朝の情報生放送番組『おはよう朝日です』放送開始[80]。以後、40年以上にも渡る関西ローカルの看板長寿番組の1つとなり、2024年8月現在も継続中。
  - 4月3日 - テレビ朝日からの2か国語の同時ネット受け放送を開始[注釈 26][82]。
  - 8月8日
    - この日から開催の『第61回全国高等学校野球選手権大会』の放送から、同番組のステレオ放送を開始[83]。
    - 上記の開催に合わせ、この日から電電公社のテレビ同時ネット回線が、東日本ループ(東名阪及び北陸回り)にてステレオ対応化[84][85]。これにより、同回線受けによるステレオ放送を開始。更に、この高校野球中継を皮切りに、同回線に於けるステレオでの送出も開始。

#### 1980年代
- 1980年（昭和55年）- この年、数多くの創立30周年記念番組が相次いで放送される[86]。
  - 3月14日～16日 - この3日間、創立30周年記念特番を立て続けに放送。
    - 全国ネットでは、ドラマ特番『額田女王』（14・15日の2夜連続）、公開歌謡ショー『日本の歌ごころ』（15日、フェスティバルホールから生中継）、国宝鑑真大和上像の中国里帰り展示会の軌跡をドキュメント取材した特番第1弾『1200年目の回郷～国宝鑑真大和上像中国へ～第1部：大河の如く』（16日）を放送[注釈 27][87]。
    - 関西ローカルではいずれも15日に、『ABC30周年の朝』、『スペシャルワイド』（「ABC漫才・落語新人コンクール」（現：「ABCお笑い新人グランプリ」）、「ABC30年笑いの系譜」を含む4部構成）を放送[87]。

  - 3月25日 - 創立30周年記念の全国ネットテレビ番組『アフリカの黒い太陽』放送[87]。
  - 5月4日 - 創立30周年記念、国宝鑑真大和上像の中国里帰り展示会の軌跡をドキュメント取材した特番第2弾『1200年目の回郷～第2部：鑑真いま故郷に帰る』を、北京・奈良を結ぶ衛星生中継で全国ネット放送[注釈 27][88]。
  - 6月15日 - 創立30周年記念、国宝鑑真大和上像の中国里帰り展示会の軌跡をドキュメント取材した特番第3弾（最終回）『1200年目の回郷～第3部：鑑真世紀の里帰り成る～森本長老と共に500日の記録』を全国ネット放送[注釈 27][88]。
  - 6月23日 - 前日（22日）に行われた衆参同時選挙（第36回衆議院議員総選挙と第12回参議院議員通常選挙）の翌日開票関係の番組にて、自社初の音声多重の2音声多重放送[注釈 28]を行う。
  - 10月15日 - 創立30周年記念の全国ネットテレビ特番『金色に映えて～東大寺大仏殿落慶』を放送[88]。
  - 11月3日～12日 - 自社と米PBS・英BBC・西独（当時）ポリテール・インターナショナルと共同制作した、創立30周年記念の全国ネットテレビ特番『コスモス（宇宙）』を、10日間に渡って放送[88][89]。
  - 11月13日 - 前日まで放送の『コスモス』の続編として、創立30周年記念の全国ネットテレビ特番『宇宙中継・ボイジャー1号土星大接近』を放送[86][90]。
  - 12月13日 - テレビ・オンラインシステムが全面稼働となる[86]。
- 1981年（昭和56年）
  - 12月10日 - 生駒テレビ送信所のマイクロ基地が完成[91]。
  - 12月15日 - 滋賀県の琵琶湖上で積雪取材の本社契約ヘリコプターが遭難、自社のカメラマンを始め3人が殉職[91]。
- 1982年（昭和57年）
  - 10月18日 - ザ・シンフォニーホール開館記念のテレビ特番『ボクの音楽武者修行～'82小澤征爾の世界』を放送[92]。
  - 11月1日
    - テレビ取材の新機材として、一体化ENG「ベータカム」を実用化する[92]。
    - 1インチVTRライブラリーシステムが完成[92]。
- 1983年（昭和58年）
  - 3月20日 - アナログ・テレビの音声多重放送の本免許を取得[93]。
  - 4月14日 - 気象情報の提供元を、日本気象協会からオーシャンルーツ日本社（現在のウェザーニューズ）へ変更[注釈 29][93]。
  - 7月4日 - 通信衛星（さくら2号（CS-2））を使った初のテレビ中継を、和歌山県潮岬から行う[93]。
  - 10月31日 - 報道技術部がフィルム現像室を閉鎖、ENGに完全に切り替える[93]。
  - 11月23日 - 第1回「全日本大学女子駅伝対校選手権大会」を開催、全国ネットのテレビ中継を、全コース生中継で放送する（2004年の第22回大会まで）[94]。
  - 11月28日 - 第1回サントリーミステリー大賞グランプリ（大賞）受賞作『虹へ、アヴァンチュール』を全国ネット放送[94]。
- 1984年（昭和59年）
  - 3月25日 - 自社と米のCATV局WACCと通信衛星で、「世界初!双方向TVでさぐる日米ライフ感覚」（アメリカ側タイトルは「TOUCH NOW」)を共同制作、日米同時放送。日本ではこの日朝10:00より自社のテレビ朝日系の全国ネットで放送（日本側の司会は関口宏。米での放送時は夜間のゴールデンタイムだった。）。これが「双方向テレビの草分け」となり、その後、年内に3回放送、この年の放送文化基金賞の放送文化分野の個人・グループ部門賞を受賞[95][96][97]。
  - 7月31日 - 明石市上空で取材中の本社契約ヘリコプターが、毎日新聞社ヘリと接触事故で墜落、自社の放送取材部カメラマンを含め、3人が殉職[96]。
  - 10月13日 - 米ロック音楽専門局との独占契約で、テレビ音楽番組『MTV MUSIC TELEVISION』放送開始（1988年3月27日まで）[98]。
  - 12月1日 - 神戸市中央区花隈町に、神戸報道分室を開設する[96]。
- 1985年（昭和60年）
  - 兵庫県の独立局サンテレビジョンと業務提携を締結する。これに伴い、同社との報道協定も締結され、素材交換を開始した他、自社のプロ野球中継・高校野球中継の放送時間外のトップ&リレー中継を同局で開始（2024年8月現在も継続中）。
  - 3月1日～2日 - 創立35周年記念のテレビ全国ネットのドラマ番組『遠藤周作の「女の一生」』を、2夜に渡って放送[99]。
  - 4月30日 - 創立35周年記念のテレビ全国ネットのドキュメンタリー番組『トップ・シークレット～救われた日本の分割占領』を放送[100]。
  - 6月14日 - 創立35周年記念のテレビ全国ネット番組『宇宙・2000億年の旅』を放送[100]。
  - 6月18日 - 新しい画質改善技術方式「アイビジョン」を開発[101]。
  - 7月9日 - 徳島ラジオ商殺し事件の無罪判決で、ANN報道特別番組を全国ネット放送[102]。
  - 8月8日 - この日から開催された『第67回全国高等学校野球選手権大会』の自社の放送時間外のリレー中継を、初めてサンテレビにて行う[101]。
  - 9月1日 - ラジオ・テレビ共に、緊急警報放送システムの運用を開始[101]。
  - 10月7日 - この日テレビ朝日で放送開始した全国ネットの夜の報道生番組『ニュースステーション』に、自社から解説委員と報道局スタッフが番組に参加する[101]。
  - 10月8日 - ニュース映像ライブラリー検索システム・ASK稼働開始[101]。
  - 10月16日 - この日、プロ野球の阪神タイガースが、21年ぶりにセ・リーグ優勝を決めたのに伴い、テレビ特別番組『やったぜV!朝まで祝おうタイガース』を23時18分から翌日（17日）5時57分まで放送[102]。
  - 11月7日 - 5日前の11月2日に阪神タイガースが、この年のプロ野球日本シリーズで、パ・リーグ優勝の西武ライオンズを下し、2リーグ化後初の日本一になったことを記念し、特別番組『列島縦断ドキュメント!「阪神タイガース日本一に燃えた日」』を全国ネット放送。更に翌月（12月）1日には『ファン・選手大集合!タイガース優勝感謝祭』、30日には『熱闘!!阪神タイガースこの一年&ハワイアンホリデー』を（共に関西ローカルで）放送[103]。
- 1986年（昭和61年）
  - 4月7日 - アナログ・テレビの文字多重放送（朝日テレスキャン放送）を開始。同放送は、関連会社の（株）朝日文字テレビに委託して行う[注釈 30][6][104][105]。
  - 8月8日～21日 - この期間中に開催された『第68回全国高等学校野球選手権大会』に於いて、同大会初のハイビジョン収録を行う[106]。
- 1987年（昭和62年）10月23日 - 全国ネットのドキュメンタリー番組『素敵にドキュメント』放送開始（1992年7月17日放送分にて "やらせ" が判明したのが原因で、同年9月25日に打ち切り（後述））[107]。
- 1988年（昭和63年）
  - 3月5日 - バラエティ番組『探偵!ナイトスクープ』放送開始[108]。当初関西ローカルだったが、その後放送エリアを全国に拡大、2024年8月現在も継続中。
  - 8月8日～22日 - 『第70回全国高等学校野球選手権大会』にて、CSでのハイビジョン初の生中継による試験放送を日本衛星放送（現在のWOWOW）と共同で開始、大会期間中連日行う[106][109]。
  - 9月20日 -  この日、昭和天皇の容態急変で、報道局と京都支局が準24時間取材体制に入る[109]。
  - 11月27日 - ABC=ANN香港支局を開設。民放で香港支局を開設するのは初[109]。
- 1989年（昭和64年 → 平成元年）
  - 1月7日 - この日午前6時33分に昭和天皇の崩御に伴い、ラジオ・テレビ共に2日間CMなしの特別編成で放送[110]。
  - 4月1日
    - テレビでのクレジット表示を朝日放送からABCに変更、テレビの通称を「ABCテレビ」へ変更。
    - 共同通信社に加盟。ラジオ・テレビ共に共同ニュースの配信も受ける様になる[110]。

  - 4月2日 - テレビ朝日との共同制作による全国ネットのテレビ報道番組『サンデープロジェクト』放送開始（2010年3月28日終了）[111]。
  - 4月16日 - テレビ朝日系列・ANNの通信衛星利用の中継システム（SNG）「A-SAT」の自社での運用を開始。最初の運用は、この日のテレビ番組『サンデープロジェクト』での瀞峡からの中継[110]。
  - 8月9日～22日 - この期間中に開催された『第71回全国高等学校野球選手権大会』のCSでのハイビジョン生中継を、全国20ヵ所の会場にて受信公開を行う[110]。

#### 1990年代
- 1990年（平成2年）
  - 6月25日～28日 - 創立40周年記念の全国ネットのテレビ番組『ブルー・リボルーション～海洋の世紀～』を、4日間に渡って放送[112]。
  - 10月7日 - ドキュメンタリー番組『テレメンタリー』放送開始[113]。当初は関西ローカルだったが、半年後の翌年（1991年）4月からANN系列のフルネットの地方局が少しずつ参加し始めるようになり、1992年4月からはANN系列のフルネット局全局が番組に参加、各局週替わりで制作を担当し、2024年8月現在も継続中。
  - 10月18日 - ABCパリ支局が移転、同内スタジオの火入れ式を行う[114]。
- 1991年（平成3年）
  - 3月19日 - 講談社主催の「時代小説大賞」第1回受賞作、 鳥越碧作『「雁金屋草紙」美の天才兄弟を愛した京子』を、創立40周年記念の全国ネットのテレビドラマ番組として放送[115]。以後、第8回目までの受賞作品を毎年テレビドラマ化して全国ネットで放送。
  - 10月2日 - ABC富山報道分室（テレビ朝日富山支局と共用）を開設する[116]。
  - 10月23日 - 社内に「ハイビジョン推進委員会」を設置する[116]。
  - 12月3日 - 太平洋戦争から50年の全国ネットのテレビドラマ特番『女たちの太平洋戦争～15歳の手記より～』を放送[117]。
- 1992年（平成4年）
  - 6月13日 - ABC=ANN上海支局を開設する[118]。
  - 9月24日 - 全国ネット番組『素敵にドキュメント』の同年7月17日放送「追跡・女子大生、OLの性24時」に於いて、日本人女性が外国人をハントする場面で、モデルを使った "やらせ" が判明、同番組の放送を翌日（25日）で打ち切る[118]。
  - 9月28日 - 前述の "やらせ" 問題を受け、社内で虚偽放送等の再発防止の為、「情報系番組検討委員会」を設置する[118]。
  - 11月4日 - 前述の "やらせ" 問題に対し、郵政省（現：総務省）が同日付で、ABC及びANN系列、及び民放連に対し、厳重注意と再発防止の取り組みへの報告を指示する行政指導を行う[118]。
  - 『素敵にドキュメント』のやらせ問題に関しては、「素敵にドキュメント#やらせ発覚・突然の番組終了」の項も参照。
- 1993年（平成5年）
  - 4月16日 - 全国ネットのドキュメンタリー番組『驚きももの木20世紀』放送開始（1999年10月1日終了）[119]。
  - 4月21日 - 『素敵にドキュメント』のやらせを考える公開シンポジウムを、ABCホールにて開催[120]。
  - 9月16日 - パリ支局が、PLO（パレスチナ解放機構）のアラファト議長（当時）との単独会見に成功[120]。
- 1994年（平成6年）
  - 3月20日 - 『平安建都1200年記念「京都国際ハーフマラソン」』を、KBS京都とテレビ共同中継を行う[121]。
  - 4月4日 - 平日夕方の生放送ワイド番組『ワイドABCDE〜す』放送開始（2004年3月26日放送終了）[121]。
  - 6月15日 - 関西国際空港に報道ボックスを開設する[122]。
  - 11月25日 - 同日開始のハイビジョン試験放送に在阪局では唯一参加（コールサインはJO348-BS-HDTV→JO248-BS-HDTV）、ABCテレビは夏季の全国高等学校野球選手権大会のみを担当した。

- 1995年（平成7年）
  - 1月17日 - 午前5時46分に阪神・淡路大震災が発生。「兵庫県南部地震対策本部」を社内に設置する[123]。
    - この日早朝の『おはよう天気です』の生放送開始直後に大地震が発生[124]、その瞬間のスタジオ内や外部カメラからの生々しい映像が記録された[125]。また、本社屋1階にあったショールームの窓ガラスが割れる被害もあった。
    - テレビの震災報道では、ANN系列各局からの応援取材陣が駆け付け、発生直後からヘリ取材班と地上取材班に分かれて、被災地レポートと情報を連続特番で放送[123]。
    - 同震災のニュース・報道特番からレギュラー番組の編成に復帰したのは、翌々日（19日）の19時からだった[124]。
    - 後に同震災の模様をまとめた映像をソフト化したり、又、自社ホームページでも特設サイト「阪神淡路大震災 激震の記録 1995 取材映像アーカイブ」にて公開している（2024年11月現在）。

  - 1月26日 - 阪神大震災ABC義援金の募集を、テレビでこの日から開始（ラジオは前日から開始）。3月31日まで行い、集まった義援金4800万円は、同年5月17日に兵庫県に贈った[123]。
  - 1月29日 - 全国ネット番組『テレメンタリー'95』にてこの日、自社制作の「緊急報告 激震の街！～8ミリVが見た直後の惨状」を放送。自社のある報道記者が8ミリビデオで大震災直後の神戸の惨状を撮影した映像から番組を構成。後にこの記録性が高く評価され、第32回（1994年度）のギャラクシー賞テレビ部門の優秀賞を受賞[123][126]。
  - 8月 - テレビ24時間放送開始（放送終了後にフィラーを流すことにより）。
  - 9月1日 - 朝日放送のWEBサイトを開設する[6][123]。
  - 10月17日 - 全国ネットの科学情報ドキュメンタリー番組『たけしの万物創世紀』放送開始（2001年3月20日終了）[127]。

- 1996年（平成8年）
  - 1月17日 - 阪神淡路大震災から1年経過したこの日に合わせ、テレビではレギュラー枠を除き「エール1・17」と題して特別編成を実施、全国ネットや関西ローカルにて特番を相次いで放送。「エール1・17」はこの年を皮切りに、毎年この日に放送する様になる（休止の年もあり）[128]。
  - 3月11日 - この日のプロ野球オープン戦「近鉄 対 西武」（於：藤井寺球場）を、日本初のワイドクリアビジョン（EDTVⅡ）にて初中継[129]。[注釈 31]
  - 4月16日 - 広東電視台とテレビの友好協力協定に調印する[129]。
  - 4月23日 - 「TBSの坂本弁護士のビデオテープ問題」が起きたのを機に、自社で放送番組検討委員会と放送番組問題対策委員会を設置する。同年8月1日には、「制作・取材における素材の取り扱いについて」の小冊子を作成し、社内に配布する[129]。
  - 4月26日 - デジタルSNGとヘリスターを初めて導入する[129]。
  - 8月8日 - 前年の阪神淡路大震災を受け、社内で作成した「災害対策手帳」とラジオ・テレビ技術関連の「災害時マニュアル」を、社内に於いて配布[129][131]。
  - 8月8日〜21日 - 「第78回全国高等学校野球選手権大会」の模様を開催期間中、インターネットで初めてのテレビ映像とラジオ音声等をリアルタイムで流し、約53万3200回のアクセス数を記録[129]。
  - 8月10日 - この日の「第78回全国高等学校野球選手権大会」第1試合「旭川工 対 PL学園」にて、当時同局アナウンサー関根友実が女性初の実況を行う[129]。
  - 12月4日 - 在阪のANN系列支社長の親睦会「ANN虹の会」がスタートする[129]。
  - 12月19日 - 多目的小型中継車M61号車が稼働開始[129]。

- 1997年（平成9年）
  - 1月23日 - テレビ営業企画として、『阪神タイガース60年の軌跡』のCD-ROMを制作・発行[132]。
  - 3月14日 - 約2か月前の1月2日未明に発生した「ナホトカ号重油流出事故」に於ける被害の義援金をラジオ・テレビを通じて募り、集まった総額1000万円を、この日福井県等に贈った[132]。
  - 3月19日 - 「大阪ドーム落成記念 コナミプロ野球トーナメント」をテレビ独占放送[132]。
  - 4月1日 - 1996年度のテレビスポット売上が384億8200万円と、開局以来最高額となる[132]。
  - 4月26日 - 視聴者対応のテレビ番組『こちらABCDE〜す』放送開始[133]。
  - 6月27日 - 香港返還で現地にABC=ANN取材本部を設け、報道特番を放送[132]。
  - 9月3日 - 報道スペシャル『空白の家族たち--北朝鮮による日本人拉致疑惑』が、新聞協会賞を受賞[132]。
  - 10月14日 - 全国ネットのバラエティ番組『人気者でいこう!』放送開始（2001年9月25日終了後、2005年より正月特番『芸能人格付けチェック』として放送）[134]。
  - 12月15日 - 比叡山頂のマイクロ受信基地局が完成（KTVと共用）[132]。
  - 12月25日 - 名神高速彦根ICに、7台目のお天気カメラを設置する[132]。

- 1998年（平成10年）
  - 1月12日 - 神戸市でシンポジウム「震災3年目の教訓」を、朝日新聞・静岡朝日テレビとの共催で開催。その模様を5日後の17日に、震災フォーラム『大震災3年の教訓』としてテレビ放送[135]。
  - 3月11日 - 明石海峡大橋を望む、シーサイドホテル舞子ビラ神戸の別館屋上に、お天気カメラを設置する[136]。
  - 7月1日 - 自社の第3別館の3階に、スポーツライブラリー室が完成[136]。
  - 10月17日 - テレビ番組『新・部長刑事 アーバンポリス24』放送2000回記念シリーズとして、「家族の愛の物語」第1回放送[136]。
  - 11月9日 - デジタルSNG中継車完成、運用開始[136]。

- 1999年（平成11年）
  - 2月8日 - 衛星電話や編集機等の現場取材機能を搭載した報道取材車が完成[137]。
  - 4月1日 - テレビデータ多重放送「ADAMS」放送開始[137]。
  - 4月25日 - テレビ番組『サンデープロジェクト』放送中に、自社のケーブル局の電源切り替えミスが原因で、13分間停波する[137]。
  - 5月13日 - 「和歌山毒物カレー事件」の初公判で、和歌山地方裁判所から生中継による報道特番を放送[138]。
  - 6月18日 - ビデオソフト「阪神タイガース3タテ伝説 対巨人3連戦3連勝全記録」を、文芸春秋から発売[137]。
  - 5～6月 - この期間内に、自社のローカル番組の視聴率が相次いで過去最高の新記録を生み出す（5月27日『おはようコールABC』9.1%、6月9日『おはよう朝日土曜日です』が13.4%、同月11日『おはよう朝日です』が19.2%）[137]。
  - 8月7日～21日 - 『第81回全国高等学校野球選手権大会』の模様を、大会期間中、光ケーブルによるハイビジョン信号のデジタル伝送実験を、甲子園球場－テレビ朝日間で実施[137]。
  - 10月25日 - 新テレビマスター稼働。これにより、スーパーマスター構想の核となるアナログ、デジタル放送3チャンネル分の設備が完成[137]。
  - 12月15日 - ABCのWEBサイトに「ABCニュースWeb」を新設する[137]。

#### 2000年代
- 2002年（平成14年）4月28日 - 全国ネットのリフォームドキュメントバラエティ番組『大改造‼︎劇的ビフォーアフター』放送開始。
- 2003年（平成15年）12月1日 - 午前11時、地上デジタルテレビ放送（呼出符号:JONR-DTV、リモコンキーID:6、物理チャンネル:15ch）放送開始[6]。
- 2004年（平成16年）2月1日 - テレビアニメ『プリキュアシリーズ』放送開始。
- 2006年（平成18年） - 2005年度テレビ年間視聴率において、全日・プライム・プライム2（午後11時〜翌日午前1時の時間帯）において首位を獲得し、三冠を達成した。三冠御礼として、4月6日・7日の2日間、局内の社員食堂の昼食が無料となった。
- 2008年（平成20年）
  - 1月1日 - 4代目となる新ロゴが登場。最初にお披露目されたのは年またぎ番組『クイズ雑学王SP』（中継技術協力を担当）が初出しされ、その後は午後枠に放送された『志村&所の戦うお正月』（12:55 - 17:25[注釈 32]）でも出した。同社から送出する番組で最初に出したのは同じ元日に放送された『芸能人格付けチェック 2008お正月スペシャル』（18:00 - 20:54）から。
  - 5月19日 - 福島区福島1丁目へ本社を移転。
  - 6月23日 - 演奏所を新社屋に移転[6]。同時にマスターも更新する（NEC製）[注釈 33]。

#### 2010年代
- 2010年（平成22年）
  - 1月5日 - 朝日放送にて美人時計のテレビ版放映（毎週火曜日付けの放送開始前・原則4時から4時55分放送。実質的なフィラー扱い）。
  - 11月11日 - 朝日放送ラジオ開局記念日に当たるこの日から2012年3月31日まで、テレビ・ラジオ合同で「開局60周年企画」を展開。現在までに、数々の特別番組やスペシャルドラマを放送している。
- 2011年（平成23年）7月24日 - 同日正午を以てアナログテレビ放送の番組が終了[注釈 34] し、番組終了を告知する青色単色画面に切り替わった。23時56分からはアナログ放送停波専用の特別の局名告知が放送され、23時59分にはアナログ放送の電波が停止されて約55年に亘る歴史に幕を下ろし、デジタル放送へと完全移行[6]。最後の一声は「JONR-TV」のみと、あえてコメントを残さずにコールサインだけで締めた（大阪テレビ放送時代の「ch.6」[注釈 35] もなし）。
- 2012年（平成24年） - 日本プロサッカーリーグ（Jリーグ）テレビ中継の放映権をスカパー!・日本放送協会と共に取得（TBSテレビ共々スカパーからサブライセンスの形で取得）し、関連の衛星放送・スカイ・Aスポーツプラスを通してJ1リーグ各節1試合（適宜J2も）の実況を開始。
- 2017年（平成29年）4月5日 - 放送事業承継の為の準備会社として朝日放送テレビ分割準備会社株式会社を設立。
- 2018年（平成30年）4月1日 - 放送持株会社体制移行に伴い、ラジオ放送事業・グループ経営管理事業・不動産管理事業・太陽光発電事業を除く一切の事業とテレビ放送免許・諸権利、従業員を朝日放送グループホールディングス株式会社（旧朝日放送）から朝日放送テレビ分割準備会社に分割承継し、朝日放送テレビ株式会社に商号を変更[6]。併せて朝日放送グループホールディングスが引き受ける新規株式を発行し1億円に増資。これに伴い、同日0時付でJONR-DTVの放送を終了するのと入れ替わりにJOAY-DTV[注釈 36] の放送を開始することで再びコールサイン変更[139]。また、コールサイン「JONR-DTV」は、総務省の取り決めにより分化扱いとなったため返上された。なお、ABCラジオのコールサイン「JONR」は、従来通り維持。

#### 2020年代
- 2020年（令和2年）10月26日 - 出版事業等を担う子会社として株式会社ABCアークを設立、12月1日付でベストセラーズから歴史雑誌『歴史人』及びその付帯事業の譲渡を受ける[140]。
- 2021年（令和3年）3月30日 - ハイビジョンと4K HDRのサイマル制作に対応した中継車をソニーより納車。4月4日の阪神対中日戦（京セラドーム大阪）の中継で運用が開始される[141]。
- 2022年（令和4年）2月 - 主調整室（マスター）設備を更新[142]。
- 2023年（令和5年）
  - 3月6日 - 自社制作番組の魅力を紹介するオウンドメディアサイト「ABC magazine」を開設[143]。
  - 4月30日 - 日曜午後10時に、単独では28年ぶりとなる全国ネットドラマ枠を新設[144]。
- 2024年（令和6年）4月1日 - 朝日放送グループホールディングスとの株式交換により、ABCフロンティアを子会社化[145]。

### テレビネットワークの移り変わり
- 1956年12月1日 - 大阪テレビ放送としてテレビ放送開始。日本テレビ（NTV）・ラジオ東京（KRT、現：TBSテレビ）とネットを組む。
- 1958年8月28日 - 読売テレビ（ytv）が開局。日本テレビの番組が移行しラジオ東京のフルネット局となる。
- 1959年3月1日 - 毎日放送がテレビ放送を開始。これにより『毎日新聞ニュース』が移行する。この日から朝日放送大阪テレビ（ABC-OTV）と改称。
- 1959年6月1日 - 大阪テレビ放送、朝日放送と対等合併して朝日放送テレビとなる[146]。
- 1959年8月1日 - ニュースネットワークJNNに加盟。この日から全国ニュースはJNNとなるが、この他に親会社の朝日新聞の協力によるニュース番組として朝日テレビニュース社制作の『朝日TVニュース』が放送された。この番組は事実上、NETで放送されていた『NETニュース』と同内容であった。
- 1960年2月1日 - 4社連盟（1ヵ月後には5社連盟となる）に加盟し、ラジオ東京のフルネット局となる。
- 1974年6月23日 - キー局の新聞資本再編成[注釈 37] が完了。
- 1974年11月18日 - TBSテレビから「1975年3月30日をもってネットを打ち切り翌日からMBSテレビとのネットを開始する」との通告を受ける。
- 1975年3月31日 - 東阪ネット再編。JNN・5社連盟を脱退しANNに加入。TBSテレビ系列からNET→テレビ朝日系列にネットチェンジし「腸捻転ネット」が解消された。
- 1993年 - 民間放送教育協会に加盟し教育番組でもテレビ朝日系列局となる[注釈 38]。

### 社史・記念誌
- ABC 創業五周年記念 1956年11月11日発行、272ページ[147]。
- ABC十年（朝日放送株式会社 十周年記念誌編集委員会・編） 1961年3月15日発行、198ページ[148][149]。
- 朝日放送の50年・本史（朝日放送社史編集室・編） 2000年3月発行、423ページ[150]。
- 朝日放送の50年・番組おもしろ史（朝日放送社史編集室・編） 2000年3月発行、183ページ[151]。
- 朝日放送の50年・資料集（朝日放送社史編集室・編） 2000年3月発行、391ページ[152]。
- 朝日放送グループ70年の歩み：更なる進化、未来への躍動（朝日放送グループホールディングス株式会社コンプライアンス広報局社史編集担当・編集） 2021年9月発行、423ページ。

## キー局との関係

### 腸捻転時代のTBSテレビとの関係
腸捻転 時代はTBSテレビとの関係は比較的に良好で全国ネットの帯番組は週1日、朝日放送テレビの制作となるケースがあった（『ヤング720』等）。早朝の情報番組はJNN協定が関係したとはいえ、TBSテレビからのネット受けだった（『モーニングジャンボ』等）。
末期は『必殺仕置人殺人事件』の影響によるTBSテレビの『必殺シリーズ』の番組内容に対する介入や、一社提供スポンサーも関係した『お笑い頭の体操』（TBSテレビ制作・ロート製薬提供）の同時ネット化と『部長刑事』（自社制作番組。大阪ガス提供）の枠移動の問題などで若干の軋轢が起きていた。

### ネットチェンジ後のNET・テレビ朝日との関係
腸捻転解消当初、NETテレビ → テレビ朝日との関係は腸捻転時代の名残もあり、決して従順なものではなく、特に情報番組や報道番組などを中心に、自社番組への差し替え が目立っていた。
これは、朝日放送テレビの方が歴史が古いことや、全国的に後発局（平成新局）の多いテレビ朝日系列局 が苦戦を強いられている中で、老舗局として近畿地区で大きなシェアを誇る自負の大きさや、朝日放送への出資企業である大阪ガス等が提供となっている番組もあり、その兼ね合いから時間移動が困難な場合もあったからである。また、朝日放送テレビは、開局からネットチェンジまでの前述の経緯から他の在阪局と異なり、在京キー局との関係が上下関係のある「親子」あるいは「上司と部下」の関係ではなく、対等に近い「夫婦」の協定であるため、自社制作番組を中心に「ABC・テレビ朝日系列」→「ABCテレビ・テレビ朝日系列」 という表記が許されている。その意味で、在阪の中で唯一キー局としての立ち位置を全国系列局に対して持っている局でもあり、そのため、ネットチェンジ後のNET→テレビ朝日から番組編成の変更を要請されても、頑なに辞退することがあった 他、逆にテレビ朝日や番組スポンサー側が、朝日放送テレビやローカル番組のスポンサーに就く関西地区の地場大手企業に配慮した形で関西地区での編成変更に対応しやすい編成とすることがあった。

ただし、日曜洋画劇場は番組スポンサー4社のうち3社 が当時朝日放送テレビの放送エリア内に本社を置いていたこともあり、テレビ朝日の選択した内容を朝日放送テレビもそのまま放送した。
一方のNET〜テレビ朝日もネットチェンジ直後は番組制作能力が高くなかったこともあり、放送番組確保のため、週末や平日午後等のローカルセールス枠で、朝日放送テレビから関西ローカル番組（『夕やけ笑劇場』『お笑い花月劇場』『ただいま恋愛中』など）や腸捻転時代に関東地区においてTBSテレビで放送されたアニメ・ドラマの再放送（『必殺シリーズ』『海のトリトン』など）を相当数購入して放送していた。また朝日放送テレビも、腸捻転時代にMBSテレビや近畿広域圏の独立放送局（主にサンテレビおよび近畿放送）で放送されたNET制作のアニメ（「東映魔女っ子シリーズ」など）・ドラマ（「ナショナルゴールデン劇場」や時代劇など）から人気作品を中心に相当数の再放送を行った。
朝日放送でプロデューサーを務めた澤田隆治が在職のまま設立に関与した東阪企画は、TBSテレビ・テレビ朝日の双方と番組制作で関係を持った。
『ワールドプロレスリング』の近畿地区開催での試合中継については、MBSテレビは精力的に制作協力したが、朝日放送テレビは「TBSテレビの国際プロレス中継を放送していた頃、うちにも抗議が殺到して困った」という理由からMBSテレビほど協力的ではなく、苦労したという。

### 現在
2000年代の後半以降は、テレビ朝日による朝日放送株の保有比率が上昇したほか、両局による人材交流が活発化。テレビ朝日の番組制作能力が年月を経て向上したこともあって、当初からテレビ朝日との共同制作だった『熱闘甲子園』 に加え、『必殺仕事人』 や、金曜21時台のドラマ（2011年4月改編で廃枠）がテレビ朝日との共同制作体制へ移行している。また、『M-1グランプリ』は朝日放送テレビ単独の制作著作だが、テレビ朝日がスタジオを会場に提供するなど全面的に協力している。また、旧朝日放送時代に自社で制作した番組（TBS系時代を含む『必殺シリーズ』など）が、BS朝日やテレ朝チャンネルで改めて放送されている。2017年10月1日から毎週日曜日の早朝にテレビ朝日の本社から放送されている『サンデーLIVE!!』と2024年10月からその後継番組として放送される『グッド!モーニング』の日曜版には、同局およびメ〜テレと並ぶ共同制作局として、キャスターやスタッフを派遣している。さらに、これまで朝日放送主導（NETテレビ→テレビ朝日は制作協力団体扱い）で制作・配信していた関西圏で開催のプロ野球オールスターゲームは、放映権獲得が広告代理店関与による日本野球機構主導となった影響もあり、2012年以降はテレビ朝日主導の制作・配信（朝日放送→朝日放送テレビは制作協力団体扱い）に移行している。
その一方で、日曜以外の曜日の早朝、平日の夕方、深夜などの時間帯には自社制作番組を数多く編成。平日の早朝には『おはよう朝日です』、土曜日の早朝には『おはよう朝日 土曜日です』（いずれも関西ローカル向けの生放送番組）を優先しているため、テレビ朝日制作の平日・土曜日の情報番組（2021年4月改編時点では『グッド!モーニング』 ）の本編を一切放送していない。また、年度上半期（プロ野球シーズン中）の水曜夜間・日曜午後には阪神タイガース戦の中継、8月上旬 - 中旬には（2020年を除いて）全国高等学校野球選手権大会の中継を優先している。
もっとも、テレビ朝日が制作する番組の同時・遅れネットに充てる時間帯は年々拡大している。2009年3月から2011年9月までは、『スーパーJチャンネル』の17時台（本来はテレビ朝日と一部の系列局でしか放送していない）を『NEWSゆう+』（当時平日の夕方に放送していたローカルワイドニュース）への内包コーナー扱いで部分ネットを行い、2012年10月1日からは、平日10時台に『大下容子ワイド!スクランブル・第1部』（本来はローカルセールス扱いのパート）の同時ネットに踏み切った 他、2018年10月6日から2019年9月までは、『スーパーJチャンネル』の土曜版をテレビ朝日と同じ時刻からのネットも行った。長年にわたって自社制作番組を中心に編成してきた土曜・日曜の12時台についても、日曜では2016年4月3日から『ビートたけしのTVタックル』 を、土曜では2019年5月4日から『中居正広のニュースな会』の同時ネットへ各々移行している。
ちなみに、2004年度までは、プロ野球シーズン中の水曜夜間に阪神主催のナイトゲームとサッカー日本代表の国際試合が重なった場合に、テレビ朝日による後者のサッカー中継枠を自社制作による阪神戦の中継に差し替えたうえで、同局制作の『ニュースステーション』（2003年度まで）→『報道STATION』以降に録画で放送することが多かった。サッカー日本代表の中継と『報道STATION』が連結されるようになった2005年度からは、阪神戦と同時に開催される日でもサッカー中継の同時ネットを優先。阪神戦については、同じ時間帯にサンテレビで中継する一方で、技術協力局として制作に携わっている。
その他、東北地方太平洋沖地震（東日本大震災）の発生時に行った『ABC東日本大震災義援金』や『スイートプリキュア♪キラキラハーモニー』会場での募金は、テレビ朝日福祉文化事業団を各団体への寄付の中継窓口としている。

## 番組

### 全国向け放送
ゴールデンタイム・プライムタイムの日曜日20時枠（『ポツンと一軒家』）・22時枠（連続ドラマ枠）を手がけるほか、全日・ノンプライム帯は日曜（土曜深夜）2時枠（『ANiMAZiNG!!!』、ABCアニメーション製作の深夜アニメ枠）・日曜日8時30分枠（アニメ枠、『プリキュアシリーズ』）・13時前・後半枠（『新婚さんいらっしゃい!』と『華丸丼と大吉麺』）・平日13時台後半の帯番組（『DAIGOも台所〜きょうの献立何にする?〜』）・土曜日朝8時枠（『朝だ!生です旅サラダ』）を手掛けている。特に日曜日朝8時30分枠は、情報番組枠だった1980年4月からの歴史を持つ。
このほか、2017年10月1日からは『サンデーLIVE!!』（日曜5:50 - 8:30）を開始。こちらはテレビ朝日・メ〜テレとの3局共同制作番組である。2024年10月からの『グッド!モーニング』のへの統合後も、日曜に限り3局共同制作となるため、改編後は同番組を日曜のみ放送することになる。
かつては日曜日9時30分枠（『住めば地球』〜『住まいのダイエット』）・日曜日10時・11時枠（テレ朝中心の共同制作番組『サンデープロジェクト』）・日曜日19時枠（『世界一周双六ゲーム』など）・月曜日20時枠（『クイズ仕事人』など）・火曜日20時枠（『たけしの家庭の医学』シリーズなど）・火曜日21時枠（『人気者でいこう』など）・火曜日22時枠（『プロポーズ大作戦』など）・水曜日19時枠（『霊感ヤマカン第六感』など）・木曜日19時30分枠（『三枝の国盗りゲーム』『怪盗セイント・テール』など）・金曜日22時枠（『必殺シリーズ』など）・土曜日19時枠も手がけていた。また、TBS系列時代は『花王 愛の劇場』の制作を1970年4月まで担当していた。
現在同時ネットで放送されているレギュラー番組は9本で、在阪民放の中では1番多い。特に、日曜日においては全国ネットのレギュラー番組だけで6本を有していることに加えて、長寿番組を数多く擁している。
2010年11月から2012年3月まで制作局クレジットに創立60周年にちなんで「ABC 60th anniversary」を表示した。
在阪テレビ局では読売テレビと共に、全曜日で大阪本社のスタジオから放送されている全国放送番組を抱えている。

#### 火曜20時枠
- 1992年4月から始まった枠で、移行前は月曜20時枠（1988年10月 - 1992年3月）、その前は金曜22時枠（1975年4月 - 1988年3月）だった。
- 火曜20時はテレビ朝日と共同制作の2時間ドラマ枠「火曜スーパーワイド」「火曜ミステリー劇場」を放送。終了後はいったんテレビ朝日制作枠になるものの、1992年4月に月曜20時枠と交換し情報番組『平成ふしぎ探検隊』がスタート。1993年「火曜ドラマリーグ」でいったんドラマ枠に転向したが、1995年10月にスタートしたビートたけし司会の『たけしの万物創世紀』でバラエティ枠に再転向。その後、『たけし・所のWA風が来た!』、『たけしの家庭の医学』シリーズなど、たけしメインの番組が数多く放送されてきた。
- 2020年7月7日から2021年1月19日までは、『これって私だけ?』が放送されていた。当初は同年4月から開始する予定だったが、新型インフルエンザ等対策特別措置法に基づく新型インフルエンザ等緊急事態宣言発出の影響で宣言の解除（5月下旬）までスタジオ収録やロケの休止を余儀なくされたため、6月末までは別の自社制作番組（後述する『トリニクって何の肉!?』や『世界の村で発見!こんなところに日本人』のスペシャル版など）や『林修の今でしょ!講座』（当時は基本として火曜19時枠に編成されていたテレビ朝日制作の全国ネット番組）の2時間・3時間スペシャルに充てていた。放送が始まってからも、『林修の今でしょ!講座』と交互に2時間スペシャルを編成することが多く、火曜20時枠のみでの放送は2回にとどまった。
- 朝日放送テレビでは、『これって私だけ?』の放送終了後も延期中と同様の編成（本来は同局と系列局の一部でしか放送されない『相席食堂』初の全国ネット向け2時間スペシャルなど）で対応しているが、21時枠の拡大スペシャル時を除き、2021年3月でレギュラー番組としての当該枠向けの番組制作業務から撤退。同年4月改編からは、当該枠をテレビ朝日制作枠へ再び転換するとともに、『林修の今でしょ!講座』[注釈 64] を19時枠から移動させる。単発特別番組については『芸能人格付けチェックシリーズ』など朝日放送テレビ制作となる場合がある。

#### 金曜21時枠→火曜21時枠（第2期）
- もともと金曜21時枠は『ザ・ハングマン』、『赤かぶ検事奮戦記』などの人気シリーズを生んだ現代ドラマ枠であったが1986年7月以降は視聴率低迷、1987年9月に撤退。10月スタートの『素敵にドキュメント』の情報番組枠を経て、以降は『驚きももの木20世紀』、『世界痛快伝説!!運命のダダダダーン!』、『笑いの金メダル』と三宅裕司司会のバラエティ番組が目立っていた。
  - なお、1993年1月期の改編で、1クールだけ『インディ・ジョーンズ/若き日の大冒険』が放送されたが、これは『素敵にドキュメント』がやらせのため前年の1992年9月で打ち切られたためのつなぎ番組であり、ドラマの本格復帰ではなかった。
- 2006年4月の番組改編で、この枠はテレビ朝日との共同制作による連続ドラマ枠に転向（「金9」として宣伝）。朝日放送にとって、全国ネットの連続ドラマ枠を置くのは「火曜ドラマリーグ→火曜ドラマ」（火曜20時枠に放送、1995年9月終了）以来11年ぶりであり、この時間帯としてはつなぎ番組となった1993年1月期の海外ドラマ作品を除いての19年ぶりのドラマとなった。朝日放送の 西村嘉郎社長（現相談役）は2006年の年頭会見で「過去にない画期的な企画。東京・大阪の制作陣が連携して人材交流を図り、話題に富んだドラマを作りたい」と抱負を語った。
  - 第1弾は、深田恭子主演の『富豪刑事デラックス』（2005年1月 - 3月に木曜ドラマ枠で放送されたドラマの第2シリーズ）を放送、視聴率は1桁を確保したが、第2弾となった7月期の速水もこみち主演の『レガッタ』は極度の視聴率低迷で打ち切られた。その後、2006年10月期の『家族〜妻の不在・夫の存在〜』（竹野内豊、渡哲也主演）、2007年7月期の『女帝』（加藤ローサ主演）、2008年4月期の『パズル』（石原さとみ主演）、2008年10月期の『ギラギラ』（佐々木蔵之介主演）、2010年4月期の『警視庁失踪人捜査課』（沢村一樹主演）、2011年1月期の『悪党〜重犯罪捜査班』（高橋克典主演）は2桁を記録した反面、2007年1月期の『松本清張・最終章 わるいやつら』（米倉涼子主演）、2007年4月期の『生徒諸君!』（内山理名主演）、2007年10月期の『オトコの子育て』（高橋克典主演）、2008年1月期の『4姉妹探偵団』（夏帆主演）、2008年7月期の『ロト6で3億2千万円当てた男』（反町隆史主演）、2009年7月期の『コールセンターの恋人』（小泉孝太郎主演）、2009年10月期の『アンタッチャブル〜事件記者・鳴海遼子〜』（仲間由紀恵主演）、2010年1月期の『宿命 1969-2010 -ワンス・アポン・ア・タイム・イン・東京-』（北村一輝主演）、2010年7月期の『崖っぷちのエリー〜この世でいちばん大事な「カネ」の話』（山田優主演）、2010年10月期の『検事・鬼島平八郎』（浜田雅功主演）は1桁に終わるなど作品によっては変動が大きく、平均で15%を超えた作品がない。
  - 2009年1月からは2クールに渡って『必殺仕事人2009』（東山紀之主演）が放送された。1月から3月までは関西では19%台、関東では12%台とこの枠にしては好調であったが、4月以降の視聴率は伸び悩んだため、平均2桁は達成したものの、11%台にとどまった。
  - 結果低迷が長引いたこともあり、2011年4月から2010年12月に特番として放送された『Oh!どや顔サミット』のレギュラー化で朝日放送単独制作のバラエティ枠に戻り、5年間の終止符を打った。その後2013年4月から2019年3月まで『世界の村で発見!こんなところに日本人』が、2019年4月から2022年3月まで『そんなコト考えた事なかったクイズ!トリニクって何の肉!?』→『芸能界常識チェック! 〜トリニクって何の肉!?〜』がそれぞれ放送された。バラエティ枠になってからは、いずれの番組も吉本興業に所属する芸人が司会を務めており、制作にも携わっている。
- 2016年4月より、テレビ朝日制作の火曜21時枠との交換により、『人気者でいこう!』終了以来14年半ぶりに朝日放送テレビ制作の火曜21時枠が復活。これによりテレビ朝日系列の番組は、ミニ番組を挟み、朝日放送テレビの番組が20時台から連続する編成となっていた。また、この編成を活用して、『たけしの家庭の医学』と『こんなところに日本人』→『トリニクって何の肉!?』の合体スペシャルを放送することもあった。これは、現在放送中のものでは読売テレビ（木曜21・22時台）に次いで2例目となった。
- 2016年9月23日には、火曜日へ枠移動した後では初めて、金曜日に朝日放送テレビ制作の3時間特番（『明石家さんまのコンプレッくすっ杯』）を放送した。以降おおむね第10弾までは毎回金曜日にこの3時間特番を編成しているが、第11弾は本来放送予定の日（2018年3月23日に当初予定）が「サッカー国際強化試合 日本代表対マリ代表」をテレビ朝日系で21:00より放送した関係などで、2018年3月19日（月曜日）の19:00 - 21:48枠にて放送された[154][注釈 65]。2019年に第12弾で予定していた分は別タイトル『じもキャラGP〜お笑い怪獣と異名さん』として2020年1月26日（日曜日）の18:30 - 20:56枠にて放送された[注釈 66]。
  - しかし、その『じもキャラGP』は時間帯視聴率最下位となってしまい[155]、以後明石家さんま司会の同局系単発特番の制作の目処が白紙状態で一年に一度『アメトーーク!』（テレビ朝日制作）の年末特番でゲストを呼ぶ程度に縮小されている。
- 火曜21時枠のレギュラー枠の『トリニクって何の肉!?』も番組内容のリニューアルを繰り返した結果、視聴率を落として2022年3月1日の2時間スペシャルをもって番組終了となった。3月の残り4週火曜日があるがそのうちの2週分はテレビ朝日に制作枠を返上[注釈 67]、3月22日は先述の『芸能人格付けチェック BASIC〜春の3時間スペシャル〜』[注釈 68] で埋めた。3月29日の同枠は『2022FIFAワールドカップカタールアジア地区最終予選 日本対ベトナム』に放送枠を明け渡した[注釈 69]。同枠の後継番組については3月11日のテレビ朝日改編説明会にて単発番組『火曜プライム』となることが発表された。
  - その火曜プライムの初回は先述の『相席食堂』のゴールデン2時間スペシャル第3弾（4月19日 20時 - 21時48分）が放送されたが朝日放送テレビ制作分第2回の放送日は5月24日放送の先述の『こんなところに日本人2時間スペシャル』だった[注釈 70]。
- なお、2022年10月の番組改編で当該枠は『火曜9時ドラマ』として、6年半ぶりにテレビ朝日制作枠に再び転換された[156]。

#### アニメ放送枠（日曜2時<土曜深夜>枠、日曜8時30分枠）
過去には平日のゴールデンタイムにおいて、当社制作による全国ネットのアニメ枠が複数設定されていた（テレビ朝日系列土曜夜7時台枠のアニメ、テレビ朝日系列木曜夜7時台枠のアニメ等も参照）が、その後枠移動や改編によって、2020年9月までは日曜8時30分枠が当社唯一の全国ネットのアニメ枠として続いていた。2020年10月からは日曜2時（土曜深夜）に新たに深夜アニメ枠『ANiMAZiNG!!!』が設けられ、当社制作の全国ネットアニメ枠は2つとなる。
朝日放送テレビにおける自社制作のアニメ作品第1号は、TBS系列時代の1971年に放送された『ふしぎなメルモ』である。これ以降、在阪局では先にテレビアニメの制作に参入した毎日放送・読売テレビと並んで、テレビアニメの制作に注力するようになる。

#### 日曜20時枠（19時58分 - 20時56分）
- 日曜20時枠は、2001年10月に当時の『稲妻!ロンドンハーツ』と火曜21時枠の枠交換で得られたもの。移行前は火曜21時枠（1987年4月 - 2001年9月、現在の枠とは異なる）、その前は木曜20時枠（1985年10月 - 1987年3月）、さらにその前は火曜22時枠（1975年4月 - 1985年9月）だった。
- 2002年4月に『大改造!!劇的ビフォーアフター』(SEASON I)がスタート、人気番組となった。2006年4月、終了した『ビフォーアフター』に替わりそれまで金曜21時枠で放送されていた『笑いの金メダル』が移動した。しかし、2006年以降の秋期がプロ野球中継（日米野球・アジアシリーズ）・スポーツ中継（ISUグランプリシリーズ）・年末特番（『M-1グランプリ』）などの影響で、2006年10月1日から11月26日まではスポーツ中継等を挟みながらテレビ朝日制作の『旅の香り』と『笑いの金メダル』の2時間スペシャルを交互に放送。12月3日以降から『笑いの金メダル』はスペシャル番組などを除いて『旅の香り』と同様に通常の1時間番組として放送されていたが、2007年6月をもって視聴率不振の為打ち切りという形で終了した。
  - 2007年7月以降は、朝日放送テレビ制作による2時間単発バラエティ番組枠「サンデーデラックス」を設置したが、大半の放送回は『旅の香り』の拡大版や他の特番（参議院選挙の報道特番・『選挙ステーション』など）で穴埋めされていた。2007年10月からは『旅の香り』が18:30からに繰り上がり、放送時間も26分と半分以下に縮小される。年内一杯は前出のスポーツイベントに加え、アジア野球選手権大会の中継も決定しているためこの枠は流動的となっていたが、2008年1月27日より「サンデーデラックス」枠で放送した爆笑問題司会の『近未来予測!テレビ ジキル&ハイド』がレギュラー化され、半年ぶりに元の鞘に納まった（19時枠はテレビ朝日制作の『大胆MAP』、2008年1月20日は2時間スペシャルを放送）。
- また、『大改造!!劇的ビフォーアフター』も1月と春期（3月中旬 - 4月中旬）と秋期（9月中旬 - 10月中旬）の3回、18:56 - 20:54に放送していた。2007年春期のみ4月14日（土曜日）に放送された。その効果なのかはわからないが、2009年4月より再び『大改造!!劇的ビフォーアフター』(SEASON II)が同じ枠で放送開始され、2016年11月までレギュラー放送された。「SEASON II」終了後は、再度不定期特番として放送されている。
- 2017年1月15日からは、2016年11月に特番として放送された『人生で大事なことは○○から学んだ』のレギュラー放送が開始されたが、同年10月改編で『ビートたけしのスポーツ大将』のレギュラー放送が再開することになったため、わずか9か月で終了。これにより『弾丸!ヒーローズ』（2001年10月 - 2002年3月）以来16年間続いた朝日放送テレビ制作の日曜20時枠は、同時期終了の日曜朝9時半枠（スーパー戦隊シリーズ枠移動に伴う）と共にテレビ朝日制作枠に移行されたが、2018年10月7日より特番として放送された『ポツンと一軒家』（前述の『人生○○』を改題・リニューアルしたもの）のレギュラー放送開始に伴い、再度朝日放送テレビ制作枠に移行した。

#### 日曜22時枠（2023年4月から）
- 2023年4月より日曜22時台にて朝日放送テレビ制作の連続ドラマ枠が新設されている[157]。ゴールデン・プライムタイムにおける朝日放送テレビ制作の連続ドラマは2011年3月まで放送されていた金曜21時枠ドラマ（テレビ朝日との共同制作）以来12年ぶり、単独制作に限れば1995年9月まで放送されていた火曜ドラマ以来27年半ぶりとなる。
- 番組改編期の特別番組は引き続きテレビ朝日が製作している。そのため、朝日放送テレビ制作の特別番組で19時（稀に18時） - 21時で放送され、当該時間帯にテレビ朝日制作の特別番組が放送された場合はテレビ朝日制作の19時枠と交換する形で対応している。

#### 特別番組について
- 主に春・秋・年末年始を中心に数回ゴールデンタイムで特番を編成している。日曜20時台は18時半（または19時） - 21時に、火曜20時台、21時台（21時台は2016年春に金曜と枠交換）は主に19時 - 22時[注釈 71] に編成している。スポンサーは朝日放送テレビの該当制作時間枠に関しては概ねのレギュラー放送時のスポンサーが付き、それ以外の時間帯は概ね朝日放送テレビの該当制作時間枠がテレビ朝日の制作に返上での休止振替えをするスポンサーがいる[注釈 72]。2009年以降は単発特番の場合は、金曜日や日曜日に放送されることが多く、逆に火曜日は稀に放送される程度になった。稀に日曜14時 - 15時半の枠に特番を制作することがある。この他、テレビ朝日と共同制作する特番では、配信元はテレビ朝日であるが、番組制作とセールスを朝日放送テレビとテレビ朝日が共同に行っている。2016年4月以降、金曜21時台の制作枠がテレビ朝日に変更されたが、2018年頃まで、年2回程度金曜19時 - 22時に特番を編成していた。
- 2021年から7月上旬 - 下旬の日曜日19:00 - 20:56に若手料理人のコンテストを決める『CHEF-１グランプリ』を放送。2023年は収録中にようる事故の影響で、10月22日（日）18:00 -19:58に放送。これにより、当日の18時 - 23時のうち21時台を除いた4時間分が朝日放送テレビ制作番組となる。
- 年末は2002年から2010年まで12月最終週の日曜日（2006年・2007年は特番編成の折り合いから12月第4日曜、2008年・2009年は12月第3日曜に編成）の18:30 - 20:54（2002年・2003年は18:56 - 20:54）、2015年から12月第1日曜日（2019年は12月第4日曜、2020年は12月第3日曜に編成）の18:34 - 22:10に、朝日放送テレビと吉本興業が主催する漫才日本一決定戦『M-1グランプリ』を放送。
  - なお、2011年の最終日曜日は『大改造!!劇的ビフォーアフター』の年末2時間スペシャルを放送し、2012年1月8日には『M-1』の後継企画にあたる『KAMIWAZA〜神芸〜2012』を放送した。
- 年始は元日にテレビ朝日と共同で制作・セールスする『志村&所の戦うお正月』（1999年 - 2020年）[注釈 73]、1月2日の16:00 - 17:55に2時間の特番を担当している[注釈 74]。また、正月3ヶ日の中の1回・ゴールデンタイムで3時間の特番も制作しており、2005年からは『芸能人格付けチェック』を放送、2008年に元日へ移行してからは毎年高視聴率を獲得している。
  - なお、2024年は、『芸能人格付けチェック』は2024年1月1日に放送予定だったが、当日16時10分ごろに発生した令和6年能登半島地震関連の報道特別番組で放送を中止し、2024年1月7日18:00-21:56に振替放送された。

#### 平日19時に放送される全国ネット特番に関する措置
2008年10月改編で、本来19時から放送される全国ネットの特番の冒頭の4分間を、朝日放送の大株主である大阪ガスが一社提供しているローカル番組『美味彩菜』（2009年7月以降は『ココイロ』）に差し替え、19時04分から飛び乗るという編成が行なわれるようになった。これが初めて実行に移されたのが同年11月26日放送の『ナニコレ珍百景2時間スペシャル』で、放送の1番目の「珍百景候補」の部分がミニ番組にかかってしまい放送されなかった。翌週の12月3日放送『クイズ雑学王スペシャル』と、その約1カ月後の2009年1月12日に放送された『Qさま!! 3時間スペシャル』では、クイズの冒頭4分間が近畿地区のみ放送されなかった。
2008年10月改編以前は全国同様、スペシャルの冒頭から放送が行われていたが、なぜ急遽このような編成をとったのかという公式見解はない。なお飛び乗り編成は特番がテレビ朝日制作の場合に集中しており、特番を朝日放送テレビが制作する際はミニ番組の部分にあたる4分間を19:04からの本編とは別番組扱いとなる「このあと」枠に充当し、予告編や本編と関係ないコーナー（スポーツ中継の場合は直前情報）として系列局へ裏送りしているため、内容自体は飛び乗りとならない。なお、水曜日放送分では関西ローカルのプロ野球中継に差し替える関係で土曜日午後に全国ネット特番が時差放送される場合は冒頭4分間の部分も含めて全編放送される。19:00からの3時間特番（スポーツ中継以外）がある時は『ココイロ』を『ABC NEWS』の休止で時間帯が空く21:48に移して特番を完全フルネットで放送するケースも見られるようになった。
2009年10月以降に放送された特別番組についてはテレビ朝日制作であっても、番組によっては冒頭4分に本編とは直接関係のないミニコーナーや本編予告を放送し、以前のようにいきなり放送開始という事態とはならなくなった例もある他、2013年にはテレビ朝日制作特番での19:04飛び乗り局ならびに朝日放送制作特番で19:04まで放送の「このあと」枠を非ネットとする局が複数ある場合を中心に、番組本編の最初のCMまで編集を別としたバージョンを作り、裏送りする場合がある。しかし、特番の前の18時台に設定されているローカルニュース枠を縮小して、ミニ番組を前倒しするといった対応は緊急時を除いて実施していない。年末年始の特別編成期間の時は『ココイロ』の番組自体が休止となるため飛び乗りは行われない。
2014年4月改編より20:54のスポットニュースを廃止、月 - 水曜は番宣枠になったため、この枠で『ココイロ』を放送することにより平日19時に放送される全国ネット特番の飛び乗り編成はなくなった（木・金は20:54にレギュラー放送のミニ番組があるため、これまで通り冒頭4分を『ココイロ』に差し替え。2017年4月改編より冒頭4分の差し替えは金曜のみとなった）。
ちなみに2002年度以降、野球シーズン時の水曜日の特番は阪神戦がホームゲーム（甲子園・京セラドーム大阪）開催時は原則として阪神戦中継に差し替えられる。この場合、その特番は土曜日の昼間（『おひるのワイド120』枠など）または日曜日の昼間に振替放送される。過去には振替先の土曜日が『ABC高校野球中継』と重なって休止・返上されたケースもある。
2020年10月以降、テレビ朝日系列バラエティ番組の19時台は、18:45 - 19:00の任意ネット枠を設けて放送枠を拡大しているが、朝日放送テレビを含む過半数の局では従前通り19:00開始（飛び乗り）としているため、朝日放送テレビ制作の火曜20時・21時台レギュラー番組が19時台からの2時間または3時間スペシャルとなったり、単発特別番組が朝日放送テレビ制作となった場合は、冒頭15分間の裏送りで対応する。また『芸能人格付けチェック』など朝日放送テレビ制作の特別番組で当該番組の番宣告知を行う場合は「18:45～※一部地域を除く」と案内する。

### ローカル枠
MBSテレビや関西テレビなどがローカル番組への差し替えを原則ローカルセールス枠に留めているのに対し、朝日放送テレビはネットセールス枠でもローカル番組への差し替えが目立つ（阪神戦中継『ABC高校野球中継』『ネオバラエティ』など）。また2020年4月よりローカルセールス枠が月曜19時から水曜19時枠に移動すると番組の差し替えが増えた。(月曜19時の時代は番組の差し替えが稀だった。
ゴールデンタイムの番組が近畿地区のみ野球中継に差し替えとなった場合は後日放送される。
未明を除くテレビショッピング番組では原則字幕放送を実施しており、木曜・金曜9:55の『買いなび』及び日曜11:20（不定期）の『サンデーショッピング』は朝日放送グループは関与しない持ち込み番組であるにもかかわらず、独自で字幕放送を実施している。

#### 平日午前枠
朝の情報番組『おはよう朝日です』が1979年4月から放送されており、その前には『おはようコールABC』が1995年10月から2020年10月2日まで25年間放送されていた。ANNフルネット局では唯一『グッド!モーニング』を5時台終盤の『ANNニュース』（5:50 - 5:59）のみしか放送していない局である。また、年末年始に『おはよう朝日です』が休止となる場合でも『グッド!モーニング』は「ANNニュース」パートを除き一切ネットされない。
- ネットされない番組の一部は、AbemaTVのAbemaNewsチャンネルでの時差配信で視聴可能。
- メ〜テレ・北海道テレビ（HTB）・九州朝日放送（KBC）も独自の朝番組[注釈 82] を持っているが、これら3局では4:55 - 5:50（九州朝日放送は5:25 - ）に『グッド!モーニング』を部分ネットしていて、こちらの3局は年末年始のローカル番組休止期間中は同番組の6:00 - 8:00のパートを臨時に番販ネットしている。

#### 平日夕方枠
関西地区では他局に先駆け夕方ワイド番組である『ワイドABCDE（で）〜す』をスタート。関西密着した番組づくりで支持を得たが、長年のライバルであるMBSテレビが1999年に『ちちんぷいぷい』を開始して以来次第に劣勢に立たされ、2004年10月からは報道色を増した『ムーブ!』で巻き返しを行った。そして2006年6月の視聴率調査ではついに『ちちんぷいぷい』を抜いて同時間帯ではトップを奪還した。なお『ムーブ!』の放送により、『スーパーJチャンネル』の17時台の内容は一切ネットされていなかったが、2009年3月に『ムーブ!』が終了して、『NEWSゆう+』に衣替えされると共に『スーパーJチャンネル』の17時台の内容を一部ネットすることになった。
その後、全国ニュース『ANNスーパーJチャンネル』を挟み、18:15からはローカルニュース『NEWSゆう+』→『キャスト』を放送している。2022年4月からは、『キャスト』に代わり『newsおかえり』が開始された。

#### 平日深夜枠
平日深夜には、月 - 金曜日のローカルバラエティ番組枠「ナイトinナイト」 が編成されているため、「スーパーバラバラ大作戦」枠の番組や「金曜ナイトドラマ」シリーズは、テレビ朝日や系列同時ネット局より1時間15分（金曜日は1時間9分）遅れで放送されている。
また、テレビ朝日では土曜未明に放送されている『タモリ倶楽部』、日曜未明に放送されている『さまぁ〜ず×さまぁ〜ず』（2009年10月よりネット開始）、そしてメ〜テレでは月曜に放送されている『キングコングのあるコトないコト』は、2011年2月より月曜未明に一括りの形式で3番組まとめて放送されるようになった（放送順は『あるコトないコト』→『さまぁ〜ず』→『タモリ倶楽部』）。また、これらは本来30分の番組だが、近畿地区ではCMを増枠した上で35分としている。一括り形式放送になった現在でも各番組35分のままであるため、非常にCMが長い。テレビ欄やEPGでもまとめて表示されるため、2つ目以降の番組の放送時間がわかりにくく、視聴や録画の際の妨げとなっている。朝日放送テレビに限らず近畿民放では本来30分の番組を35分に、60分の番組を65分にするというCMを増枠する編成が非常に多い。
不定期ながら「ネオバラエティ」枠後に3分間のミニ番組（番組やイベントのPR等）を放送したり、各曜日の放送時間がまちまちなため、1時以降の番組が週によって違う時間に放送される（これはメ〜テレでも同じ現象が発生することがある）。
7月下旬から8月下旬まで、高校野球関連の番組によって23時台以降の番組は25 - 30分繰り下げて放送される。特に7月下旬は全英オープンゴルフや世界水泳といったスポーツ中継の影響でレギュラー番組を休止するケースもある。また、これらの期間中に23時台の各曜日のレギュラー番組を休止し、代わりに単発特番を組まれている。

#### 深夜アニメ&UHFアニメ
かつて朝日放送で放送された深夜アニメは全てキー局のテレビ朝日製作のものであったが、2006年4月からは自社製作の深夜アニメやUHFアニメが放送されている。
深夜アニメへの製作参入は在阪局では最後発であり、これで在阪局全5局が深夜アニメの製作実績を持つことになった。またUHFアニメへの参入は在阪局では4番目である（残る読売テレビも2006年7月より参入したことで、近畿2府4県全ての民放テレビ局がUHFアニメの放送実績を持つことになった）。
自社製作の深夜アニメ第1号は『ガラスの艦隊』。UHFアニメは『うたわれるもの』と『夢使い』。朝日放送テレビにとって日曜8時30分枠以外でのアニメ自社製作および同時期の複数作品でのキー局担当は、1996年10月改編で『怪盗セイント・テール』の終了と共にゴールデン枠から撤退して以来から約10年振り。同年10月期にはメ〜テレとの共同製作である『銀色のオリンシス』 も放送している。
2007年4月改編でテレビ朝日の深夜アニメ枠は一時撤廃されたが、朝日放送テレビの深夜アニメ枠は同改編で開始されたメ〜テレ製作のUHFアニメ枠の1本で辛うじて残っていた（1本しかないのは、朝日放送テレビはメ〜テレほどUHFアニメを多くネットしていなかったため。先述のように2006年4月期は2本ネットしていた）。しかし2008年4月改編でそのメ〜テレ製作UHFアニメ枠も消滅し、以後は2009年1月より2クールの間テレビ朝日製作『黒神 The Animation』を放送しただけに留まっていた。
その後、2012年10月改編では木曜未明（水曜深夜）にテレビ朝日製作『新世界より』および、UHFアニメ『俺の妹がこんなに可愛いわけがない TRUE ROUTEスペシャル版』（別ルート版はMBSテレビで放送済み）の放送に伴い、「水曜アニメ〈水もん〉」の名称で新たに深夜アニメ枠を設定した。更に2013年7月期には7年ぶりの単独製作深夜アニメとなる『幻影ヲ駆ケル太陽』・『Free!』を「〈水もん〉」枠、『サーバント×サービス』を金曜未明（木曜深夜）に臨時設定した「木曜アニメ」枠にて放送。このように同時期に3本新作深夜アニメに参画するのは初めてとなる。同年10月期にはTBSテレビ製作委員会参加のUHFアニメ『境界の彼方』を放送。
2016年4月改編では、古くからMBSテレビが「アニメシャワー」枠を設けている日曜未明（土曜深夜）に新たに「アニサタ」枠を新設、合計3本枠体制となった。
また、同年7月からはアニメ事業を分社、発足したABCアニメーションが製作業務を担当、同社が日曜朝8時半枠（プリキュアシリーズ）とともに深夜アニメ作品の製作やメディア展開を担っている。
2020年10月からは上述の通り当社制作による全国ネット枠「ANiMAZiNG!!!」を開始、さらに従来は関東ローカル放送だったテレビ朝日の「NUMAnimation」枠の全国ネット化に伴い当社でも同枠をネット受けする。これにより日曜未明（土曜深夜）に両枠あわせて1時間の全国ネット深夜アニメ枠が誕生することになる。さらにこれまでの「アニサタ」枠も時間を繰り下げ、枠名称を「ANiMAZiNG2!!!」に変更して存続するため、当社においては土曜深夜に3枠合計1時間半のアニメ枠が成立する。また2025年4月からは月曜未明（日曜深夜）にもアニメ枠を新設、枠名称は一般公募で「ANiMiDNiGHT!!!」になった。一方で同じ2025年4月からテレビ朝日が新設する水曜の全国ネット枠「IMAnimation W」については、前述の「ナイトinナイト」が編成されている関係で、「スーパーバラバラ大作戦」「金曜ナイトドラマ」同様に遅れネットとなる。
深夜アニメにおいて「テレビから離れて見る」というテロップは2009年までは表示していたが、2012年から表示を行っていない。
在阪局の中では京都アニメーションとの関係が最も深く、2013年の『Free!』を皮切りに同社製作作品を多数放送しているほか、同社主催のイベントにも後援企業として名を連ねることが多い。

#### 土曜夕方枠
『部長刑事』を放送する都合から、2002年3月までは土曜夕方枠も独自の編成を敷いていた。朝日放送の主要取引会社である大阪ガスが40年以上提供する放送枠を動かすことができないためで、全国ネットで土曜19:30から（後に改編に伴い18:30から）放送されている番組を朝日放送では夕方の全国ネット開始枠より前に放送することで、朝日放送では19:30からの30分間を『部長刑事』放送枠に充てるというものである。1999年2月27日の放送番組を例に挙げる（参考：1999年2月27日付の山陽新聞）。
|    |    | テレビ朝日 関東 10ch.   | 朝日放送テレビ 関西 6ch.      |
| 15 | 00 | 土曜スペシャル          | 引き続き 土曜スペシャルI      |
| 15 | 30 | 土曜スペシャル          | 神風怪盗ジャンヌ              |
| 16 | 00 | 土曜スペシャル          | 土曜スペシャルII              |
| 17 | 00 | 土曜スペシャル          | 土曜スペシャルII              |
| 17 | 24 | 今夜の番組              | 今夜の番組                    |
| 17 | 30 | ANN スーパーJチャンネル | ANN スーパーJチャンネル       |
| 18 | 00 | まもって守護月天!       | まもって守護月天!             |
| 18 | 30 | 神風怪盗ジャンヌ        | 激突!ハッピーチェック         |
| 19 | 00 | 激突!ハッピーチェック   | 激突!ハッピーチェック         |
| 19 | 30 | 激突!ハッピーチェック   | 新・部長刑事 アーバンポリス24 |

この編成のため、1987年10月には通常金曜19:30からの放送だったアニメ『宇宙船サジタリウス』（テレビ朝日制作）が最終回のみ、同年7月の石原裕次郎逝去特番の影響による特例で全国ネットでは土曜19:30からの放送となったことから、朝日放送テレビのみ同日17:55から放送されるという珍現象が発生した。なお、前回の放送（通常通り前日19:30）は朝日放送テレビでも通常通り放送されたが、上記特別編成の影響からか朝日放送テレビのみ次回予告が独自のものとなった。
また、1986年9月に『光の伝説』が終了するまでは、土曜19:00は本局制作によるアニメの放映枠だった。

#### スポーツ中継
プロ野球については、原則毎週水曜・日曜日開催の阪神タイガース主催ゲームを『スーパーベースボール 虎バン主義。』として放送。
また、全国高等学校野球選手権大会（夏の甲子園）開催期間は、原則全試合を同時生中継している。
Jリーグについては、セレッソ大阪の株主に名を連ねながら、セレッソ戦を含めたリーグ戦の中継実績が少ない。ただし、2009年12月には、Jリーグユース選手権の決勝（長居スタジアム）で、録画放送ながらサッカー中継を再開。2010年からスカパー!向けガンバ大阪ホームゲーム中継の制作業務を担うほか、2015年からは、「（ヴィッセル神戸・京都サンガを含めた）関西の（Jリーグに加盟する）4クラブを応援する」という趣旨で『Jフットニスタ』というサッカー情報番組をレギュラーで編成している。2020年7月4日の深夜（5日未明）には、4日の夜にパナソニックスタジアム吹田でリモートマッチとして開催された「大阪ダービー」（J1リーグ公式戦・ガンバ大阪対セレッソ）の試合映像（DAZN向けの配信と共用するJリーグ公式映像）を編集したうえで、1時間分の放送枠による録画ながら地上波で唯一の中継を実施した。2021年に発足した女子プロサッカーのWEリーグでも、同年9月12日の午前中にノエビアスタジアム神戸で開催された開幕戦（INAC神戸対大宮アルディージャVENTUS）で、DAZN向けの映像を活用しながら地上波（関西ローカル）向けに生中継。女子プロサッカーの公式戦を自社制作で中継することは、旧朝日放送時代を含めても初めてであった。

#### 深夜ドラマ
2018年4月期より日曜23時台に『ドラマL』枠を開設、テレビ朝日ほか一部系列局にネット。また2018年10月期には、木曜未明（水曜深夜）に『KBOYS』が放送されている。

### インターネット配信
TVerなどを使った制作番組の見逃し無料配信は、独自の配信サービス を持っていないので、キー局のテレビ朝日に権利を委託して配信を行なっている。また、一部番組はGYAO!や、キー局のテレビ朝日が出資するインターネットテレビAbemaTVでも無料配信を実施している。
見逃し無料配信終了後の過去分については、Hulu、U-NEXT、Amazonプライムビデオ、TSUTAYA TV、TELASAなどに供給されている。

### X(旧・Twitter)での番組宣伝
ABCテレビ名義で行うX（旧・Twitter）における番組宣伝では、主に自社制作番組の宣伝ポスト（旧・ツイート）を行うとともに、『テレビ朝日宣伝部』が発信する番組宣伝のリポスト（旧・リツイート）も行っている。
2023年2月現在における各曜日ごとの基本的なパターンは次の通りである。かつては、土曜日・日曜日も『テレビ朝日宣伝部』によるツイートをリツイートしていたが、2020年3月を最後に行っていない。
- 月曜日〜金曜日 - 自社制作番組とテレビ朝日制作番組のうち遅れネット番組は自社にてポストを行うほか、『ナイトinナイト』枠の一部番組はTVerでの配信時にも自社による番宣ポストを行う場合がある。テレビ朝日制作で同時ネットの場合には『テレビ朝日宣伝部』によるポストをリポストしている。
- 土曜日・日曜日 - 自社制作番組とテレビ朝日制作番組（ドラマ枠など一部のみ、同時ネット・遅れネットを問わず）のいずれも自社による番宣ポストを行う。

なお、全国ネットの自社制作番組であっても『サンデーLIVE!!』や『DAIGOも台所』のように基本的に番宣ポストを行わない番組もある。
2023年1月より、テレビ朝日制作の『金曜ナイトドラマ』・『オシドラサタデー』・『土曜ナイトドラマ』の番宣ツイートを自社にて行うようになった。これは、『金曜ナイトドラマ』は遅れネットのため、『オシドラサタデー』・『土曜ナイトドラマ』は土曜日であるため『テレビ朝日宣伝部』によるツイートのリツイートを行っていないためである。
この他、スポーツニッポンにシリーズ連載されている『ABCテレビの探偵!ナイショスクープ』の内容を引用したポストも行っている。

## 区域外再放送
ここではテレビ朝日系フルネットが所在しない福井県・山陰地方・徳島県、並びに中京広域圏の局と並列配信している三重県に限り記載する。
福井県
福井県は主に嶺南地域（京都府・滋賀県寄り）のケーブルテレビ局で配信されている（嶺北=石川県寄りは北陸朝日放送を再放送している）。
- 高浜町ケーブルテレビ（eo光テレビ）
- おおいテレビ
- ケーブルテレビ若狭小浜
- ケーブルネットワークかみなか
- 美方ケーブルネットワーク
- 嶺南ケーブルネットワーク

三重県
- アドバンスコープ
- 伊賀上野ケーブルテレビ (ICT)
- ZTV - 東紀州（紀南）地域のみ。

鳥取県
鳥取県は主に兵庫県の豊岡・丹後半島地域に近い東部の一部のケーブルテレビ局で配信されている（八頭町と日本海ケーブルネットワークの倉吉市を含む中西部は瀬戸内海放送、島根県は地域により広島ホームテレビか山口朝日放送のどちらかを再放送している。なおアナログ時代には鳥取中西部・島根東部の広範囲でABCテレビを再放送していた局が存在した）。
- 鳥取テレトピア
- 日本海ケーブルネットワーク（鳥取市・岩美町）

徳島県
- 池田ケーブルネットワークを除く全ケーブルテレビ局（池田は瀬戸内海放送を再放送）

## お天気カメラ設置ポイント
※HD：ハイビジョンカメラ
- 大阪府…堂島（新ダイビル）※HD、中之島（リーガロイヤルホテル・タワーウイング※HD、大阪駅※HD、関西国際空港・関空展望ホール（スカイビュー）※HD、関西国際空港2（第2滑走路側）※HD、天保山海遊館（現在休止）
- 京都府…京都ホテルオークラ※HD 以前は京都タワーにカメラを設置していた。
- 兵庫県…神戸ポートピアホテル・本館※HD（サンテレビと共同使用、サンテレビが管理）、明石海峡大橋（シーサイドホテル舞子ビラ神戸・本館）※HD、阪神甲子園球場周辺（ノボテル甲子園・全国高校野球選手権大会期間中限定）、神戸空港（マリンエア）※HD
- 滋賀県…彦根（名神高速道路・彦根インターチェンジ付近）※HD
- 和歌山県…白浜（テレビ和歌山と共同使用）

## スタジオ
全てHD対応。
- Aスタジオ/163坪（バラエティ・ドラマ等制作系、主に観客動員番組・ナイトinナイト枠番組）1F（サブコントロールルームは2F）
『新婚さんいらっしゃい!』
『探偵!ナイトスクープ』
『DAIGOも台所』
『芸能人格付けチェック』（2023年10月放送分より、それ以前は東京メディアシティA1スタジオを使用。）
『ABCお笑いグランプリ』（生放送）
『教えて!ニュースライブ 正義のミカタ』（生放送）
『熱闘甲子園』（生放送）
- Bスタジオ/109坪（バラエティ・ドラマ等制作系、主にレギュラー番組）1F（サブコントロールルームは2F）
『朝だ!生です旅サラダ』（生放送）
『なるみ・岡村の過ぎるTV』
『やすとものいたって真剣です』
『マンスリーABC』
『芸能人格付けチェック』（Aスタジオと同時進行で収録）
- Cスタジオ/109坪（情報番組系、一部のバラエティ番組でも使用）9F
『おはよう朝日です』（生放送）
『おはよう朝日土曜日です』（生放送）
『相席食堂』
- Dサブ（ミニ枠ニュース、臨時ニュース）7F
『ABC NEWS』
- Gサブ（中継受けサブ）7F
『スーパーベースボール 虎バン主義。』
『M-1グランプリ』
- Nスタジオ/67坪（ニュース・報道系）7F
『newsおかえり』『ABC NEWS』
- ABCホール/88坪（3代目）2F
『新婚さんいらっしゃい!』
- この他、中之島フェスティバルタワーの朝日新聞大阪本社編集局内にサテライトスタジオがある[160]。

## 社員
2018年4月の朝日放送テレビ分社設立に伴い、従業員が朝日放送グループホールディングスから当社に承継の上で移籍している。

### アナウンサー
2018年4月以降は旧朝日放送から全員が自動的に転籍して当社への所属となるため、朝日放送ラジオとスカイAでのアナウンス業務は当社から派遣される形で従事している（同じくラテ兼営から分社したTBSテレビ&TBSラジオ・札幌テレビ&STVラジオ・CBCテレビ&CBCラジオ・毎日放送〈新社〉&MBSラジオと同様で事実上のラテ兼営局共通）。テレビでの肩書きも「ABCアナウンサー」から「ABCテレビアナウンサー」に変更されている。

### 記者

#### 男性
- 半田俊介
- 田中啓介
- 大亀孝治
- 神志那諒
- 大橋洋平
- 工藤亮介
- 平岩和之
- 横森太一

#### 女性
- 田実万紗子
- 高岡可愛
- 小関紗英
- 仲埜涼子
- 大木望未

## 映画製作
系列局キー局のテレビ朝日が製作幹事を担当する映画作品には当局のほか、名古屋テレビ（メ〜テレ）・北海道テレビ・東日本放送・静岡朝日テレビ・北陸朝日放送・九州朝日放送が制作委員会として関与、エンドクレジットに当局含めた前述の8局が各局ごとのスタッフとともに名を連ねている作品が多い。

また、アニメーション映画は朝日放送グループホールディングス傘下のABCアニメーションやSILVER LINK.、ディー・エル・イーが担当する。

## 従業員による不祥事・事件・トラブル
- 2024年
  - 7月24日、神戸支局の記者が、兵庫県警が提供した重要な個人情報を含む事件事故の広報資料や取材メモなどが入ったファイルケースを、商業施設の個室トイレに置き忘れたと発表した。
- 2025年
  - 1月28日、取締役による社内のルールに反して交際費（会食費用）を不適切に使用していた疑いが発覚し、調査の結果、実際は社内やグループ内のメンバーのみで会食したにもかかわらず、社外の関係者が出席していたと偽って交際費を申請していたことが判明。当該取締役からの1月31日付での辞任の申し入れを承認した。[161]

## 関係の深い系列外放送局
- TBSテレビ（かつてのキー局）
- 日本テレビ放送網（かつてのキー局、大阪テレビ放送時代）
- サンテレビジョン、京都放送（阪神タイガース主催ゲーム（水曜日）をリレー中継。全国高等学校野球選手権大会は2局に加えびわ湖放送、奈良テレビ放送、テレビ和歌山にもリレー中継される。）
- BS10（2025年1月9日まではBSJapanext。『パネルクイズ アタック25 Next』を共同制作）